# Église Notre-Dame-de-l'Assomption de Vouvant
Pour les articles homonymes, voir Église Notre-Dame-de-l'Assomption.
L'église Notre-Dame-de-l'Assomption est une église catholique située à Vouvant, dans le département de la Vendée, en région Pays de la Loire.

## Historique
L'église Notre-Dame-de-l'Assomption, classée monument historique en 1840 par Prosper Mérimée, est édifiée à partir du XIe siècle sous l'impulsion de Guillaume le Grand d'Aquitaine.

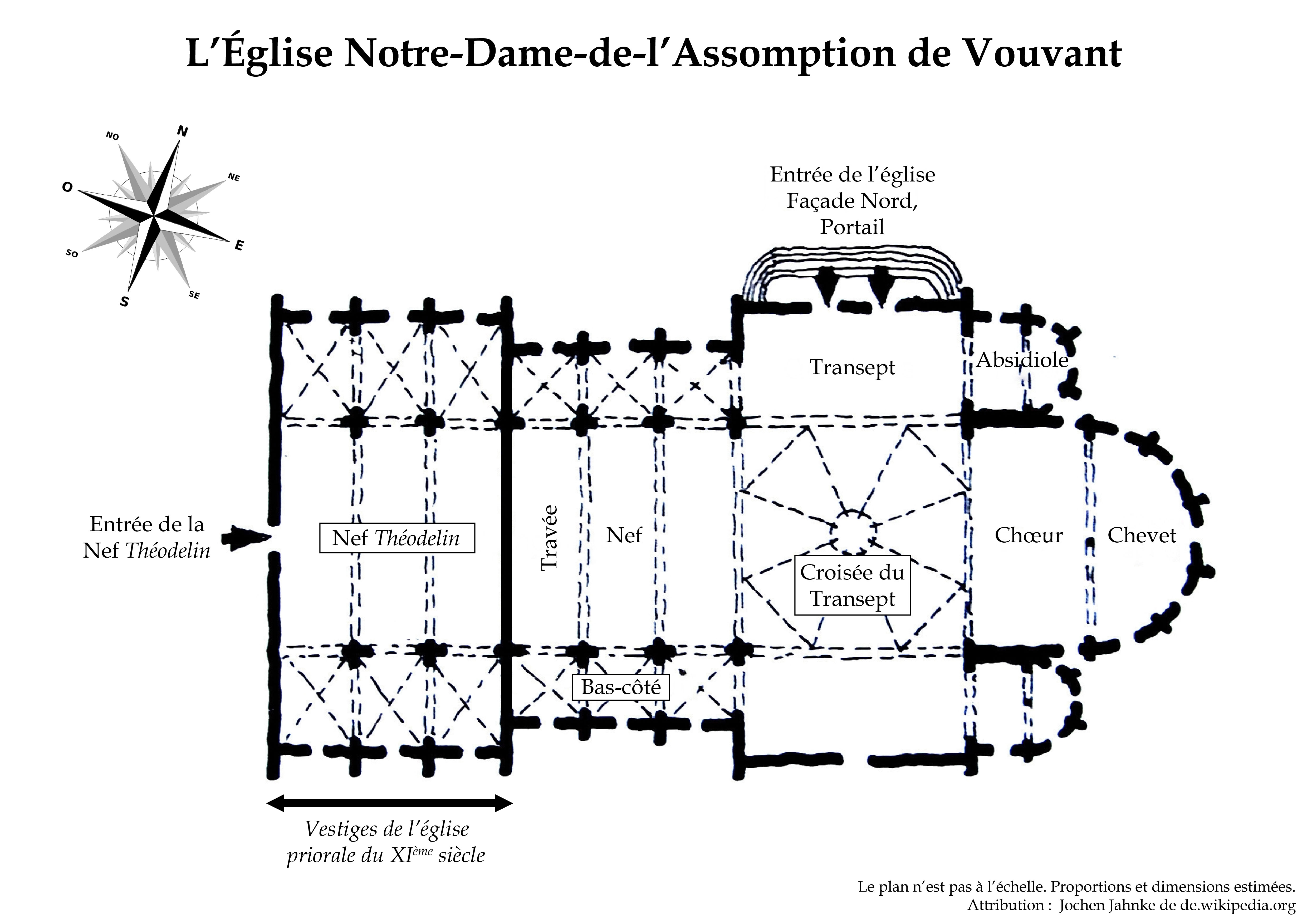
Plan de Notre-Dame.

De la vaste église élevée au XIe siècle par Théodelin, abbé de Maillezais, il ne reste que trois travées, restaurées dans les années 1990 (la Nef Théodelin), abritant actuellement des expositions.
De l'église romane datant de la seconde moitié du XIIe siècle, ne subsistent que le chœur et son abside, les deux absidioles, ainsi que des fragments de statues ayant probablement orné le grand portail ouest disparu (place du Corps-de-garde, à l'emplacement de l'actuelle pharmacie).
Le roi Saint Louis y rend grâce à Dieu de sa victoire sur les Lusignan en 1242.

Dès le début des Guerres de religion, Vouvant est saccagé par les protestants ; le riche prieuré Sainte-Marie est détruit et l'église Notre-Dame ruinée. L'effondrement des voûtes semble se situer au début du XVIIe siècle, lors des Guerres de Religion : lors de sa visite pastorale, en 1656, l'évêque de la Rochelle écrit que « l’Église fort belle et fort vaste autrefois, par le malheur des guerres a été toute ruinée : il n’y a plus que le chœur et les deux chapelles aux deux côtés du chœur qui soient voûtés… ».

L'église avant sa restauration
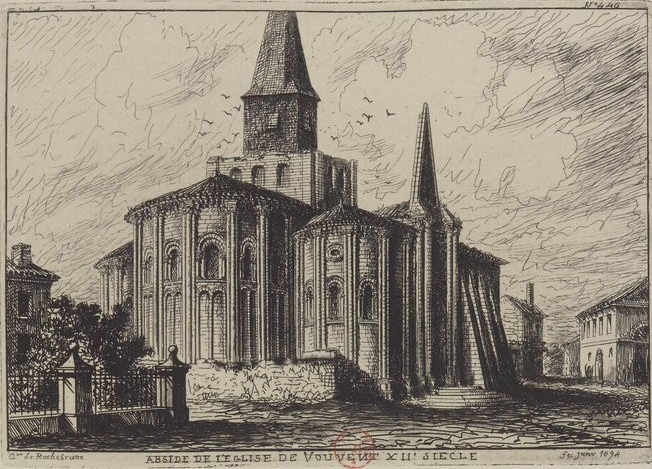
Vue d'ensemble (gravure réalisée par Octave de Rochebrune).
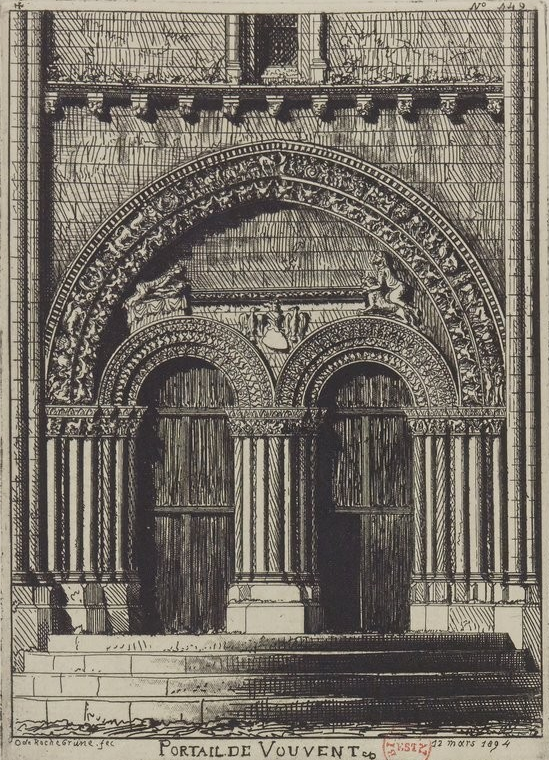
Portail nord (gravure réalisée par Octave de Rochebrune).
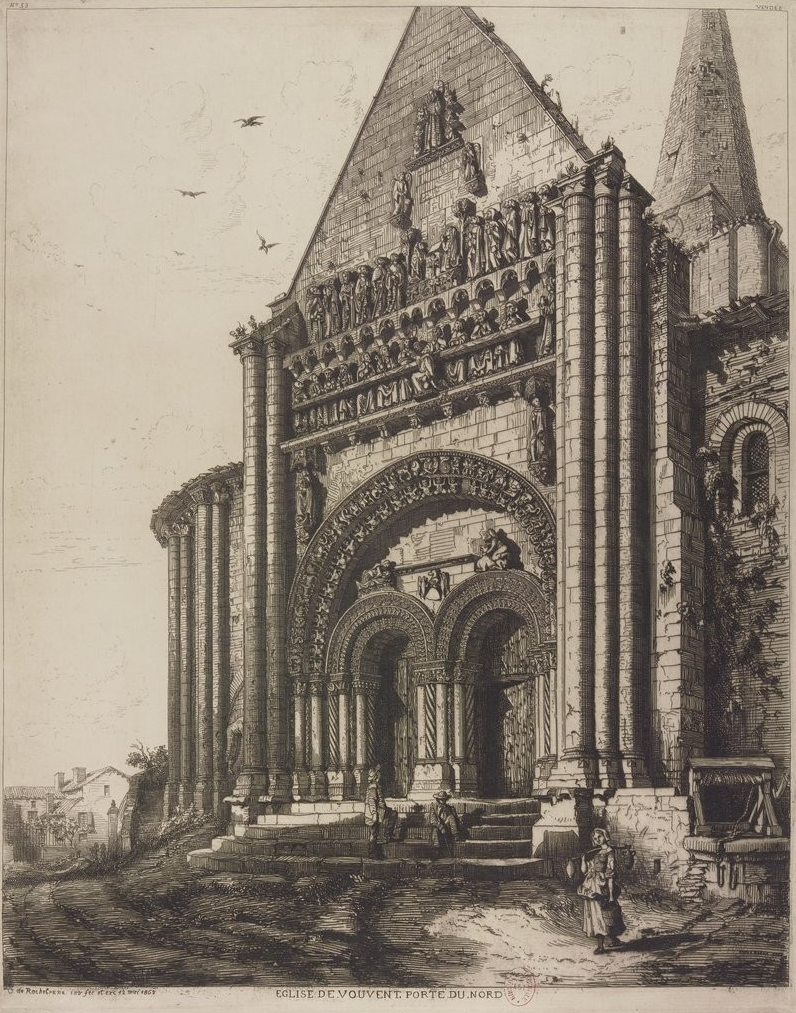
Vue du nord (gravure réalisée par Octave de Rochebrune).
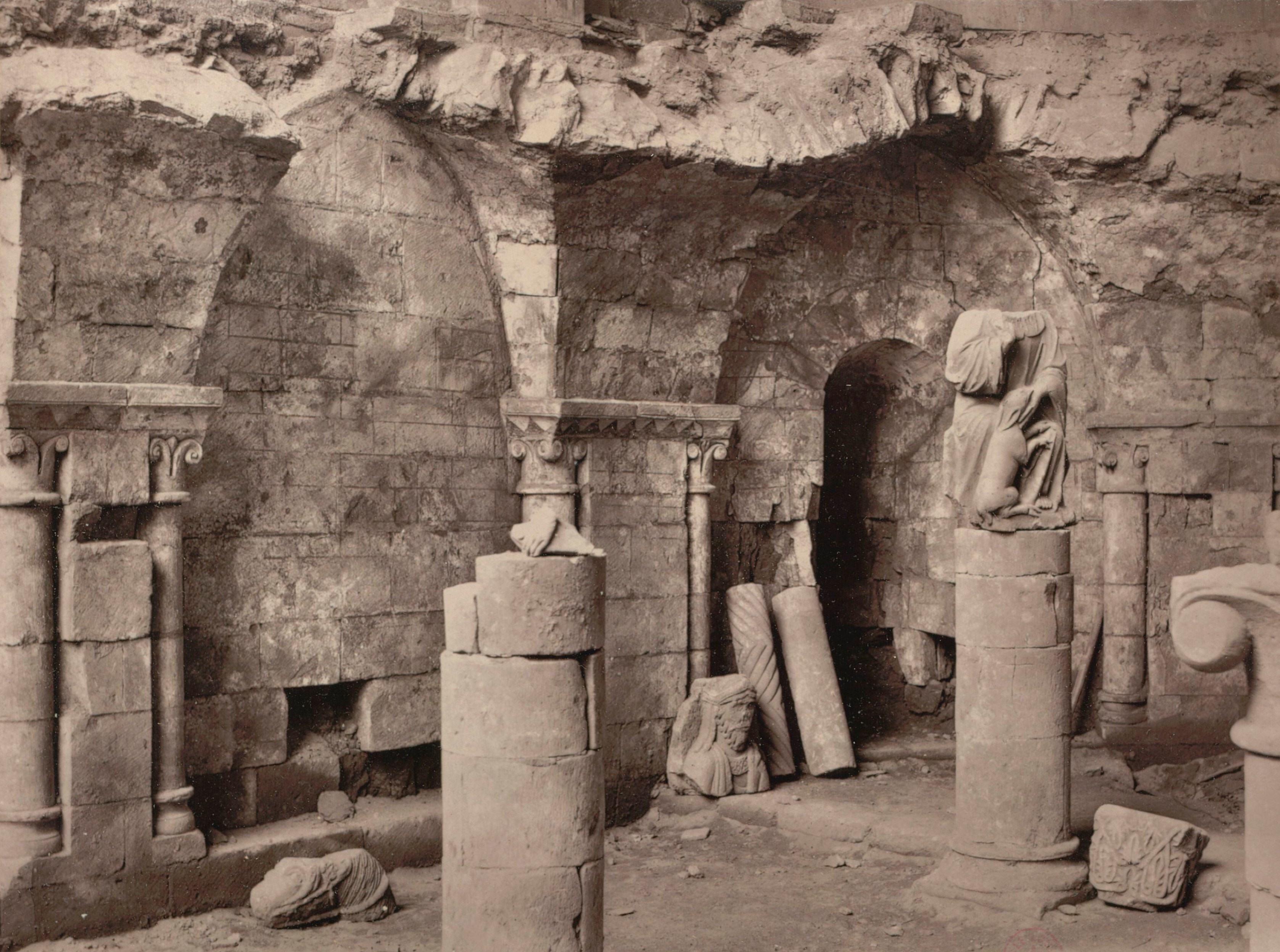
La crypte, photographiée par Jules Robuchon.
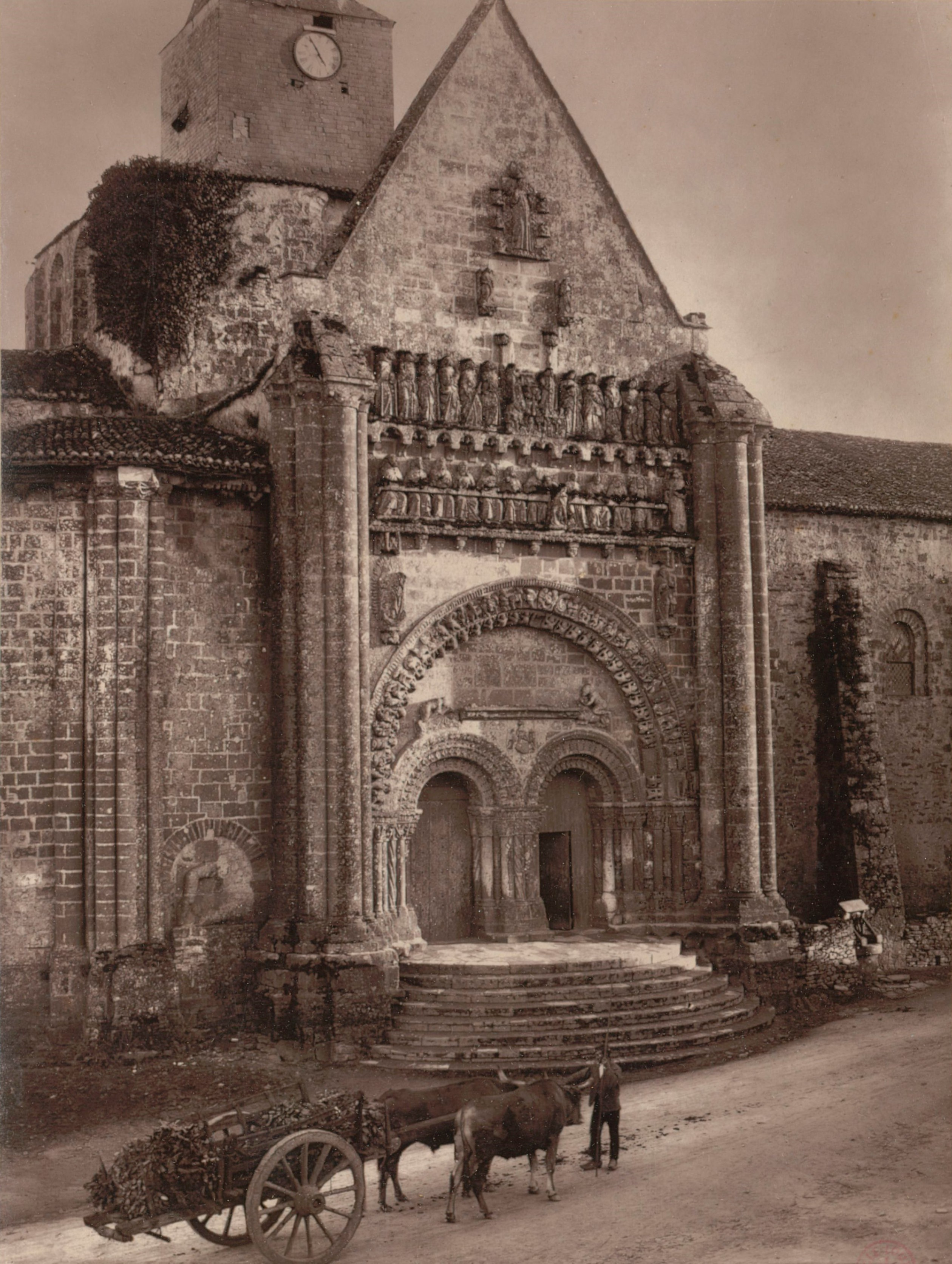
Le portail nord, photographié par Jules Robuchon.

L'église est restaurée et reconstruite à de nombreuses reprises et, de 1882 à 1890, grâce aux efforts du curé, l'abbé Laurent, elle fait l'objet de restaurations radicales : la flèche surmontant le clocher est remplacée par un clocher octogonal, trois travées de la nef sont reconstruites, le transept, le chœur et les parties hautes de la crypte sont restaurés.
En plus du classement initial en 1840, un des bâtiments attenant au chevet de l'église est classé monument historique en 1940, et le terrain en 1942.
Le 4 juillet 2017, l'ancien cadran (conçu par un habitant du village et datant de 1908) est remplacé par un cadran émaillé.

### Datation des éléments de l'édifice
Les différents éléments de l'église Notre-Dame sont datés comme suit,,, :
- Nef Théodelin : XIe siècle.
- Crypte (hors voûtes) : construite une première fois au XIe siècle avant d'être modifiée lors de la seconde moitié du XIIe siècle.
- Partie basse carrée du portail nord et chevet (chœur, abside et deux absidioles) : seconde moitié du XIIe siècle.
- Partie haute triangulaire du portail nord : XVe siècle.
- Façade occidentale (érigée à la suite de la destruction du prolongement ouest de l'édifice) : XVIIe siècle.
- Transept, parties hautes de la crypte (voûtes), clocher octogonal ainsi que les trois premières travées de la nef (nef dédiée au culte) : reconstruction au cours des travaux de restauration des années 1882-1890.

## Architecture

### Façade nord
Le portail monumental de l'église Notre-Dame est divisé en deux parties : la partie basse carrée, romane (XIIe siècle) et la partie haute triangulaire, gothique (XVe siècle).

#### Partie basse (XIIesiècle)
La partie carrée, romane, du portail comprend deux portes jumelles encadrées chacune par deux voussures. Les sculptures monumentales, romanes aussi (XIIe siècle), représentent des personnages, des végétaux, des animaux et des créatures fabuleuses.

Éléments du portail de l'église datant du XIIe siècle
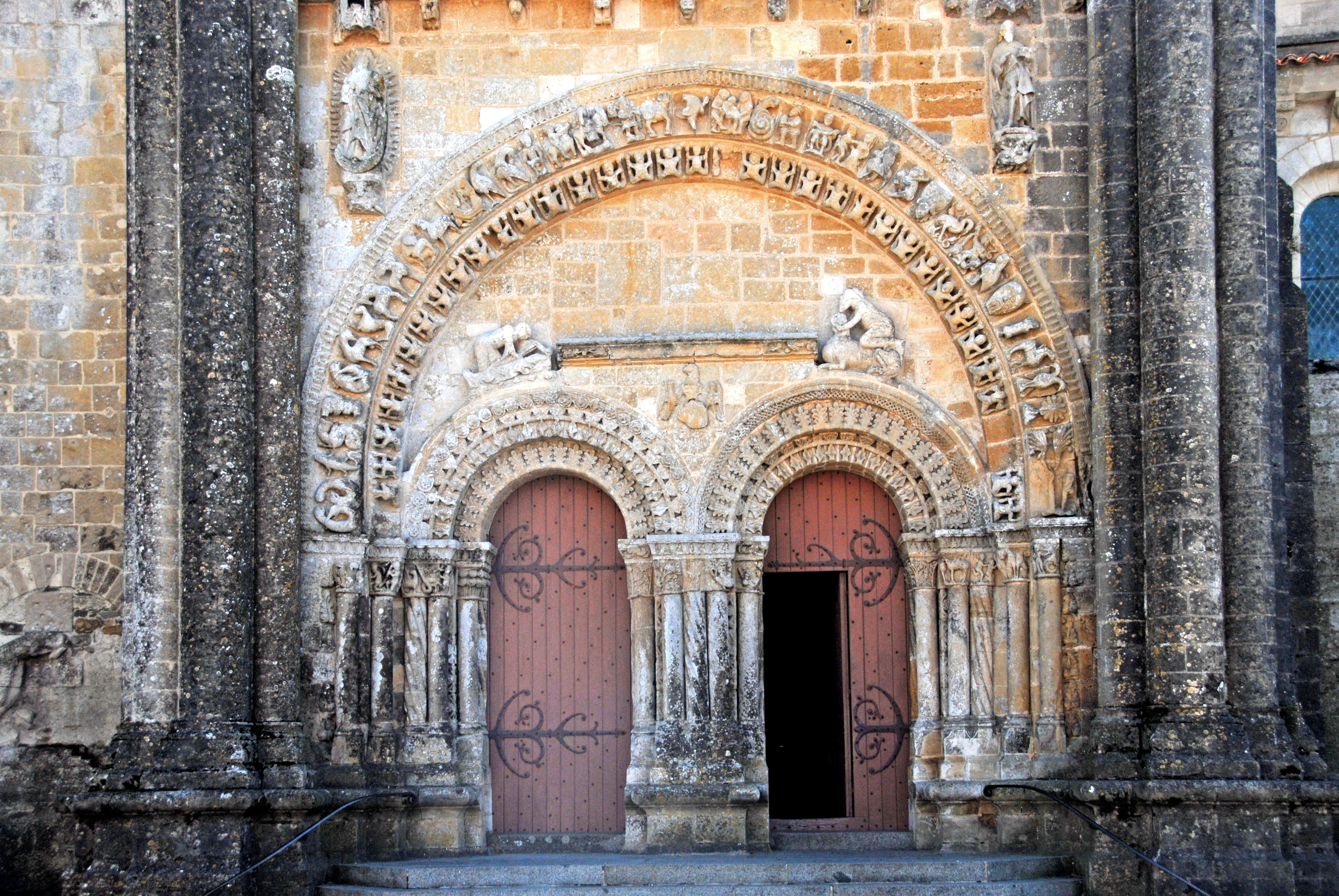
Partie basse du portail.
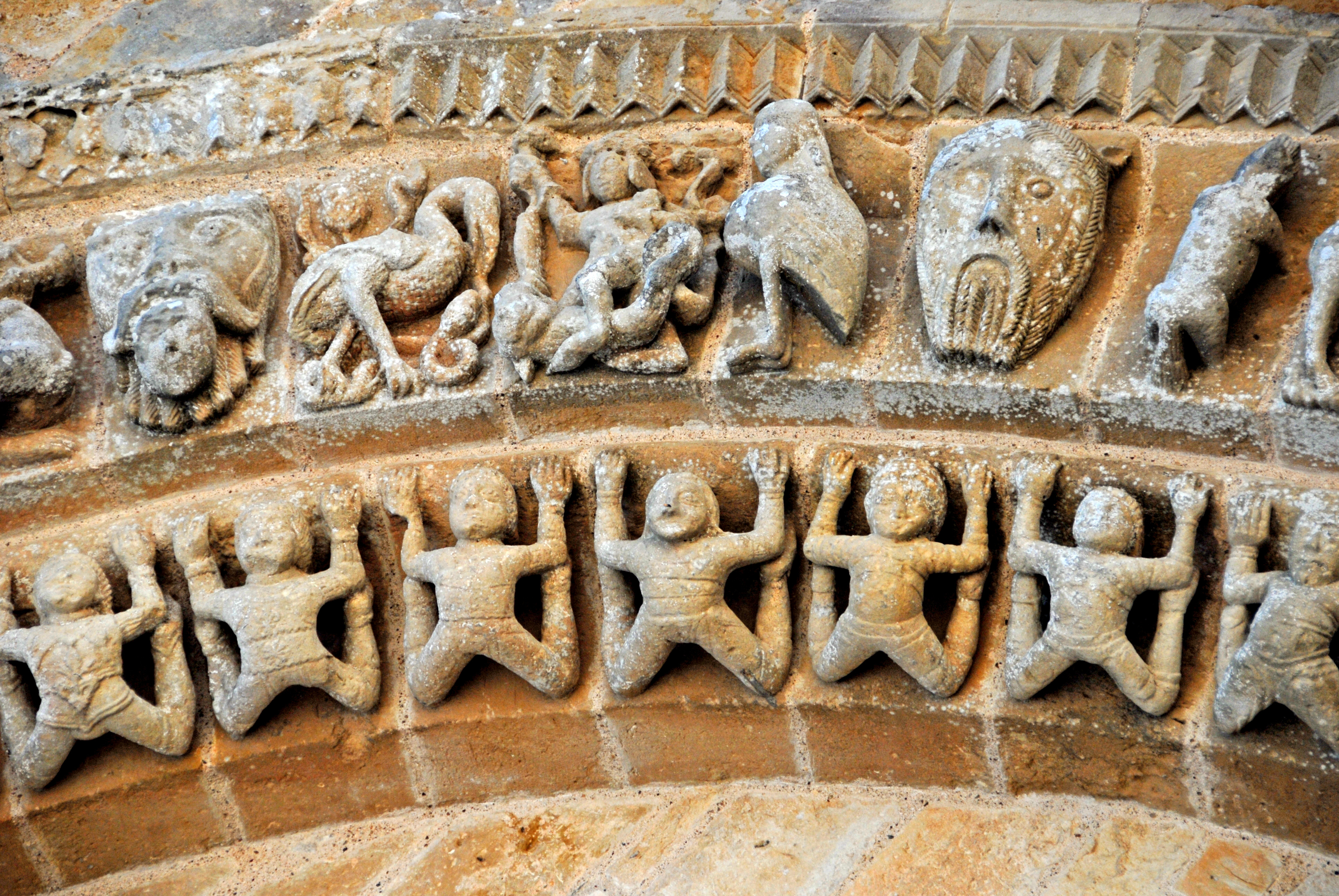
Arc de décharge du portail.
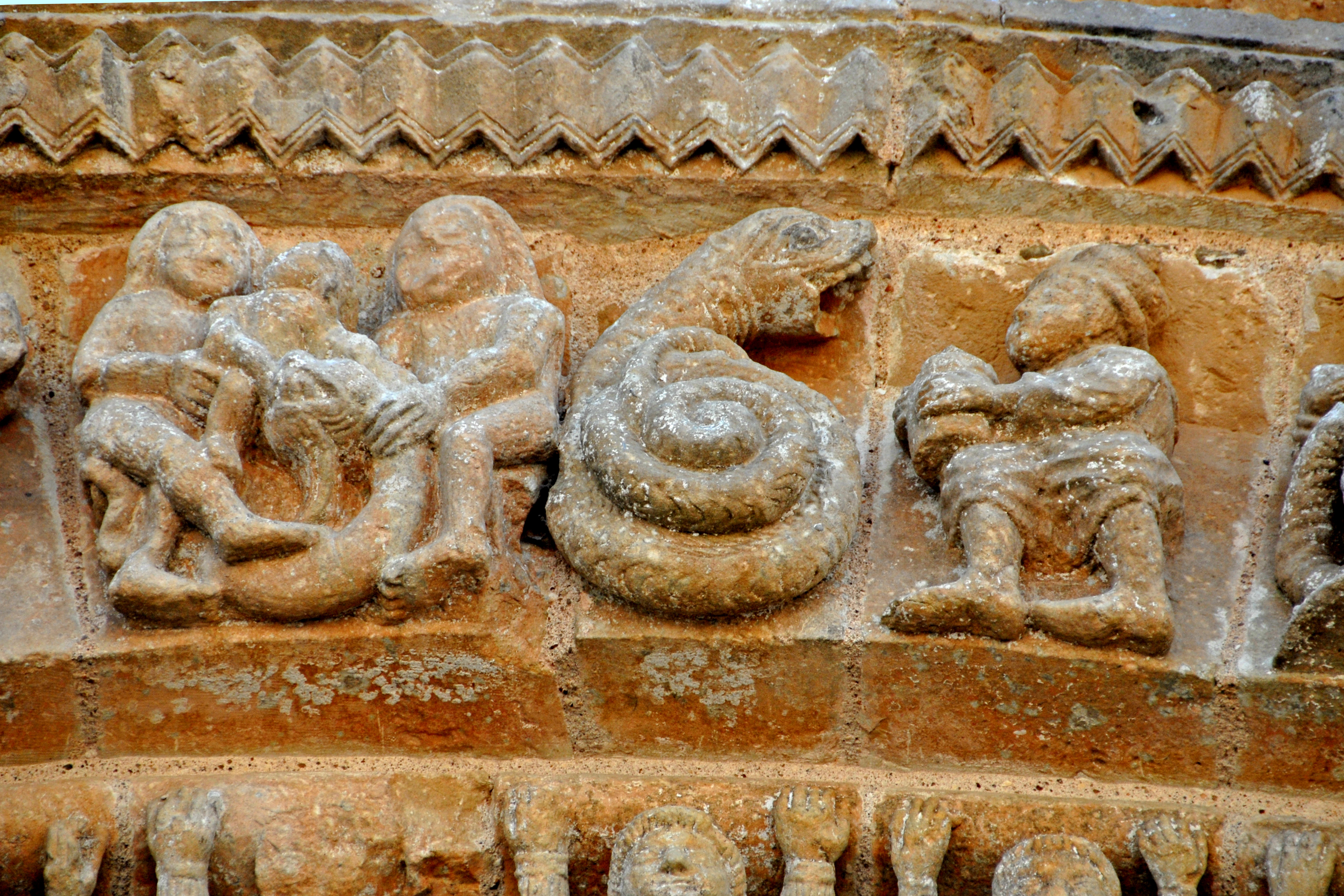
Arc de décharge du portail.
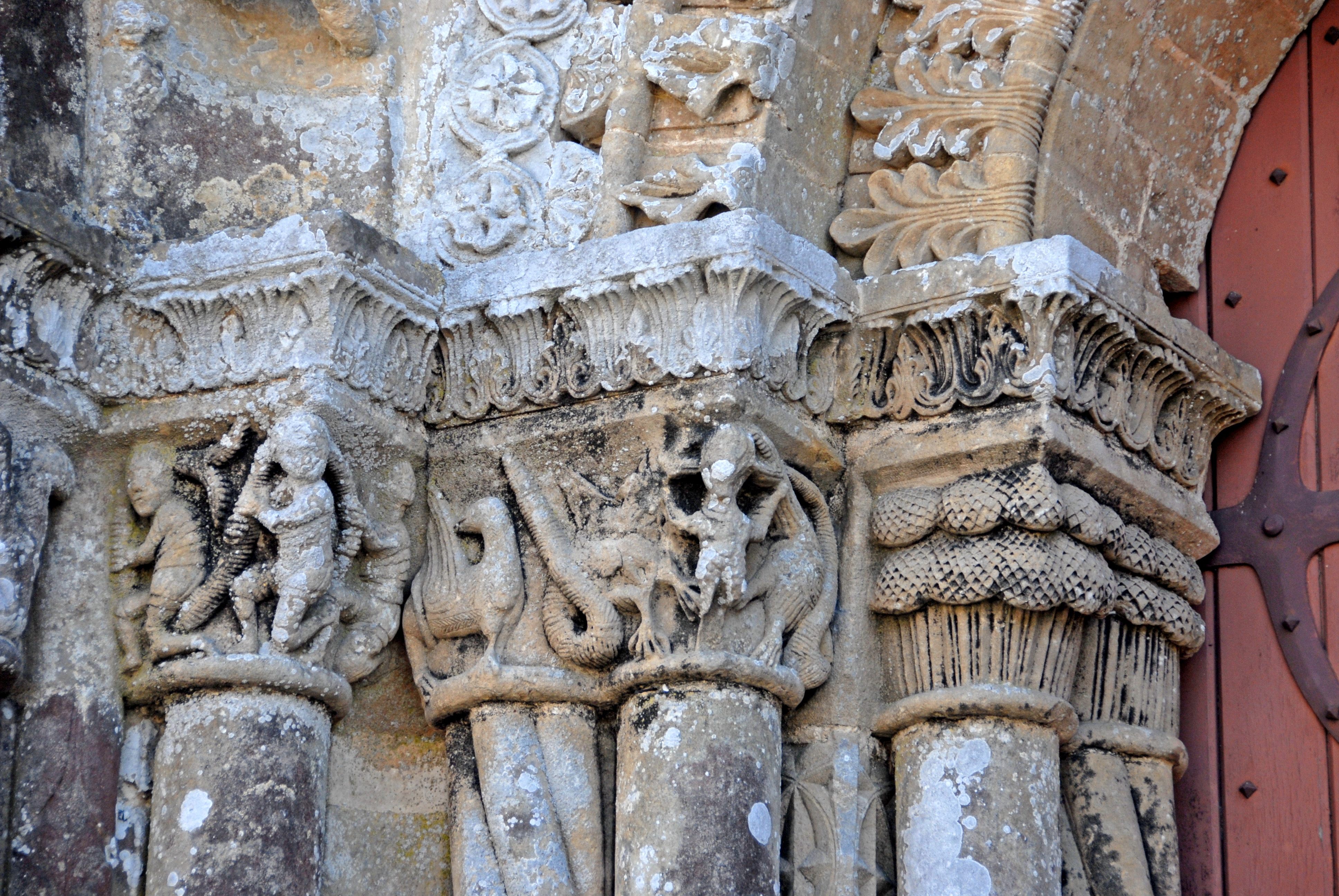
Chapiteaux est du portail.
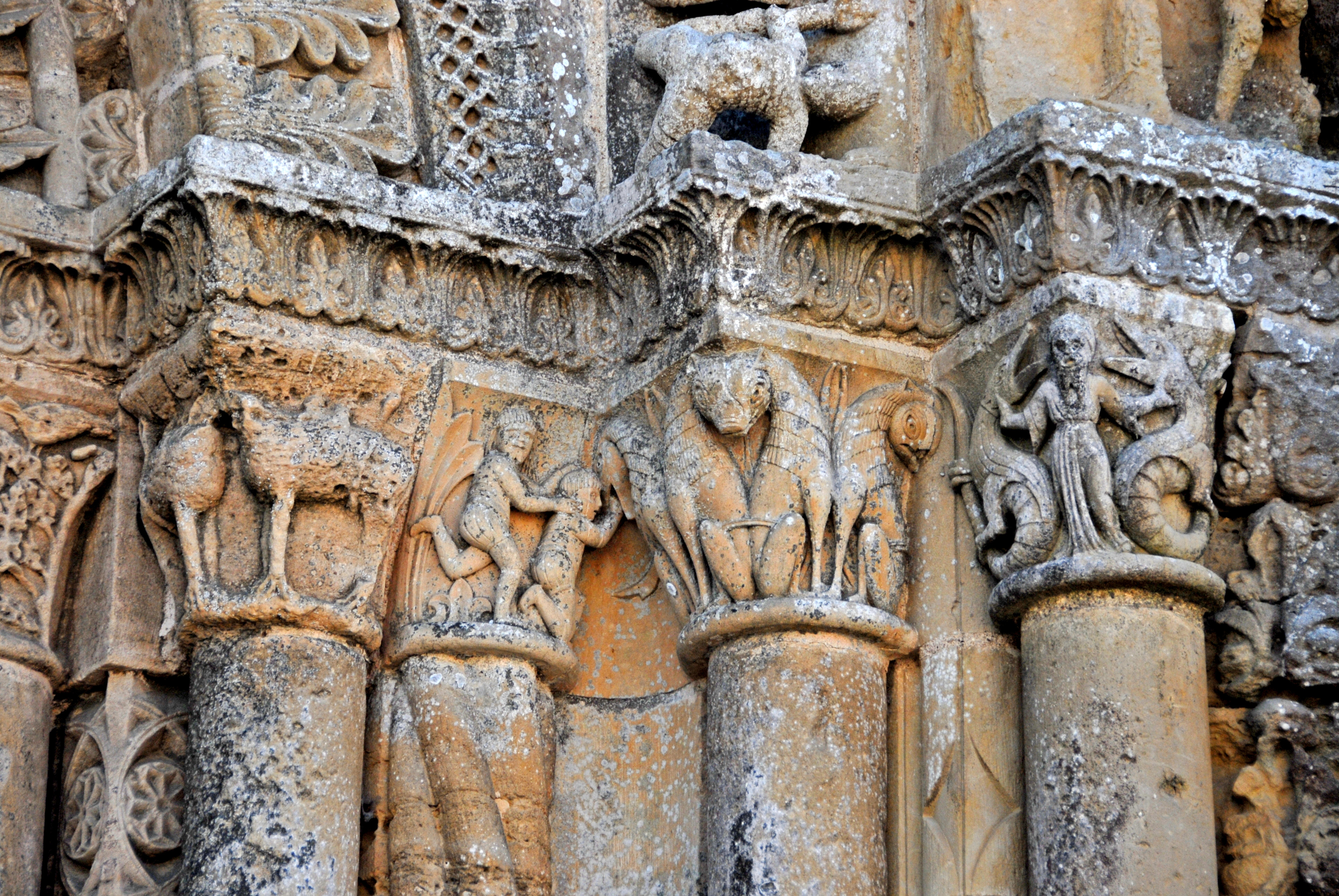
Chapiteaux ouest du portail.
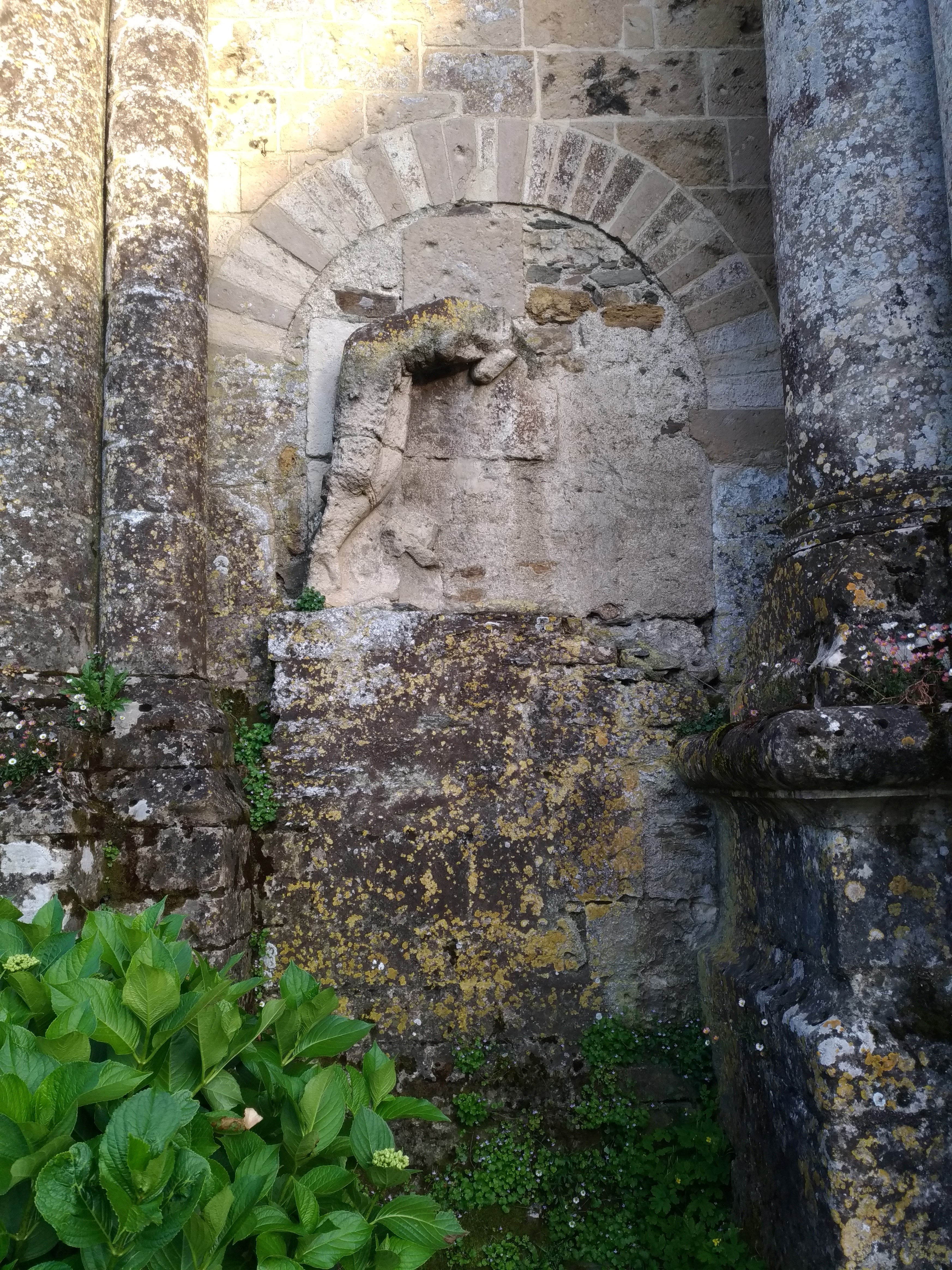
Baie aveugle située à gauche du portail.

#### Partie haute triangulaire (v. 1458/64)
Le portail roman de la priorale Notre-Dame est exhaussé d'une partie triangulaire, gothique, entre 1458 et 1464. Cette partie est ornée de deux grandes compositions de la Cène et de l'Ascension.

##### Armoiries de Jean de Dunois
L'élément sculpté présent entre les deux portes d'entrée de l'édifice correspond aux armes de Jean de Dunois, comte de Dunois et de Longueville, devenu seigneur de Vouvant en 1458. En effet, la présence de ces armoiries est affirmée par Sylviane Van de Moortele dans son article de 1993 portant sur l'église. Ces armes se composent d'un écu penché (certainement peint) supporté par deux aigles essorantes et surmonté d'un heaume lui-même surmonté d'une tête de bélier en guise de cimier. Dès 1439, Jean de Dunois possède en effet les armoiries suivantes : « D'azur à trois fleurs de lys d'or, au lambel à trois pendants d'argent, à la traverse d'argent. L'écu (penché) timbré d'un heaume couvert de lambrequins et cimé d'une tête de bélier, supporté par deux aigles essorantes ».

Sculptures gothiques datées entre 1458 et 1464
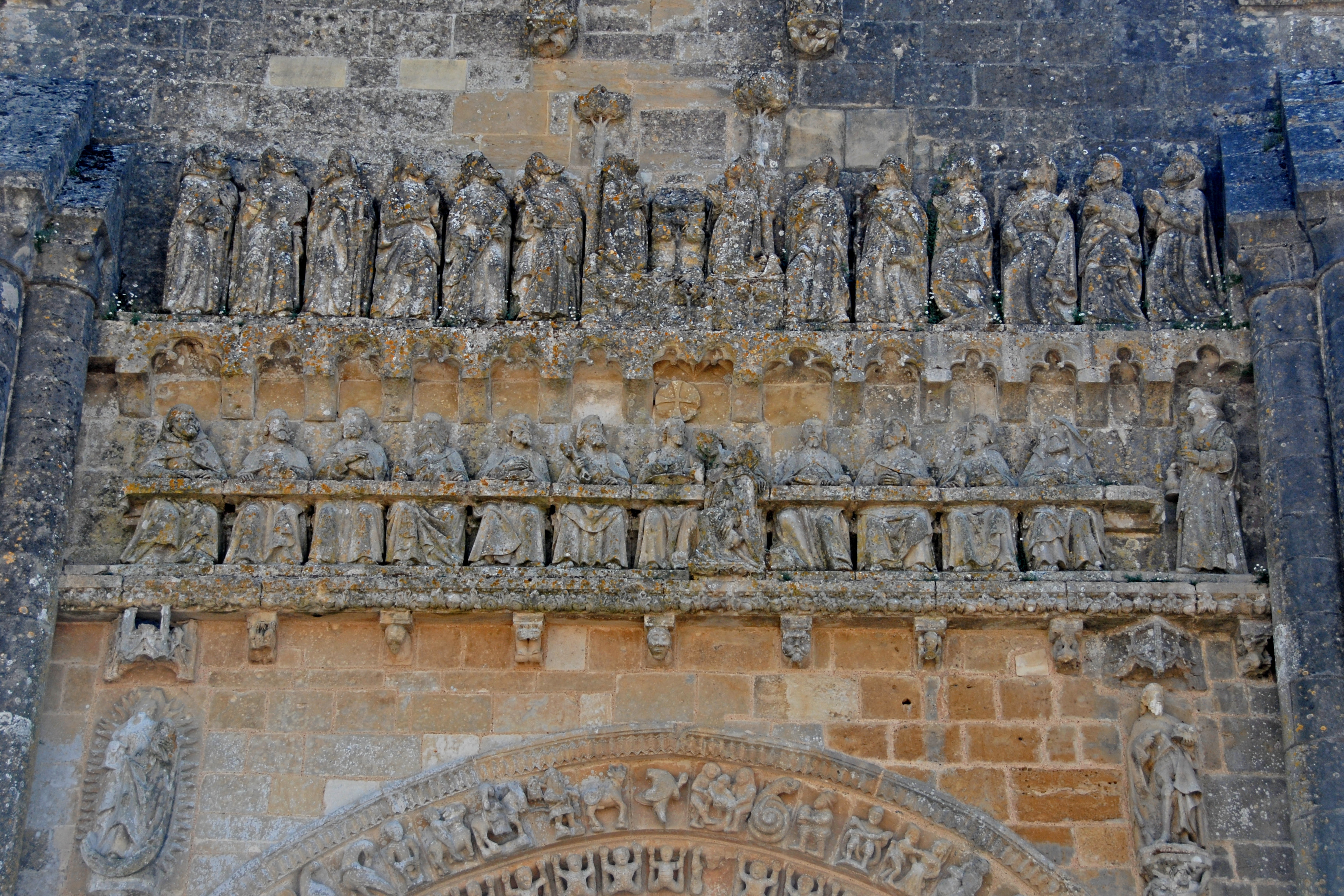
Zone du portail exhaussée au XVe.
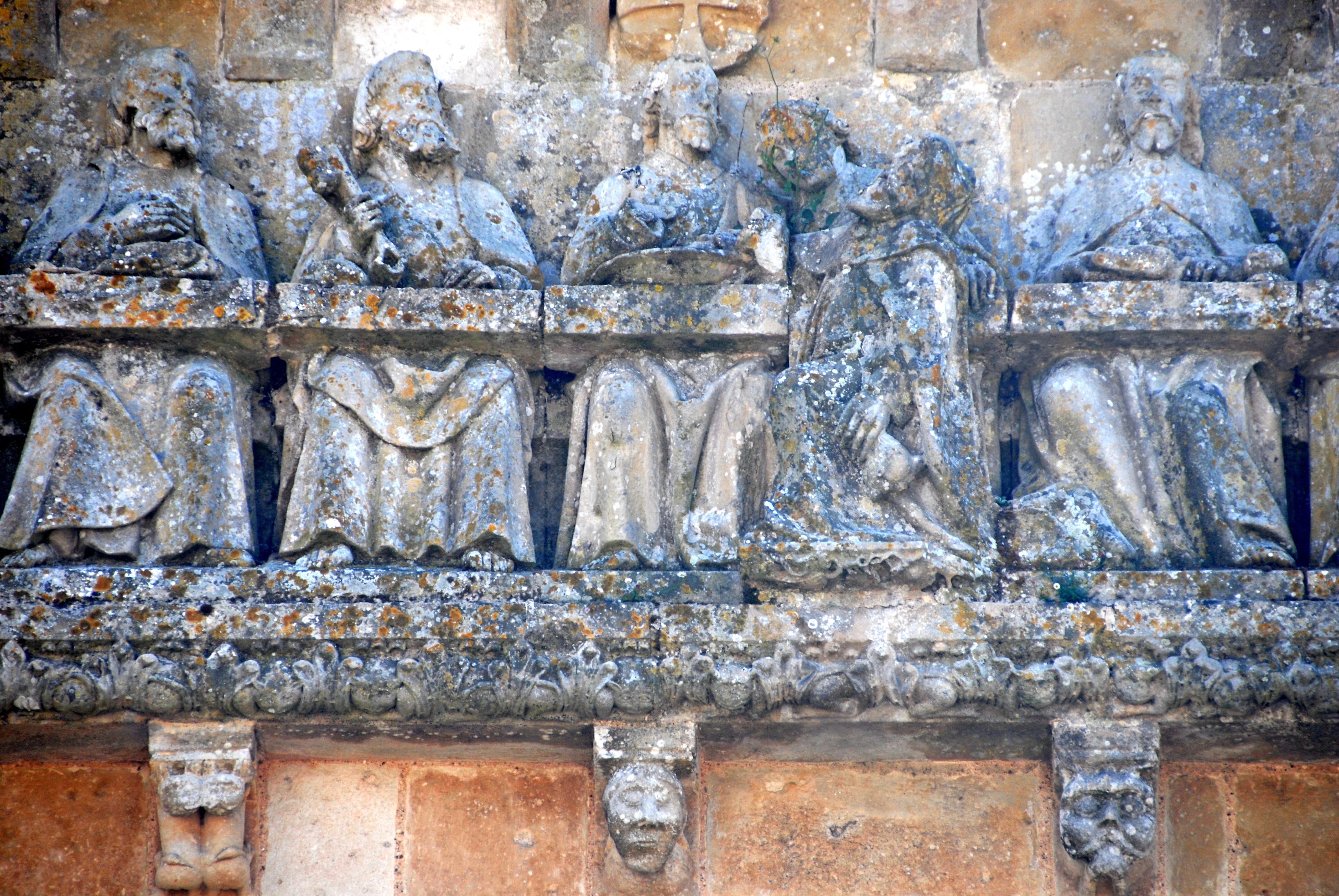
Détail de la Cène.
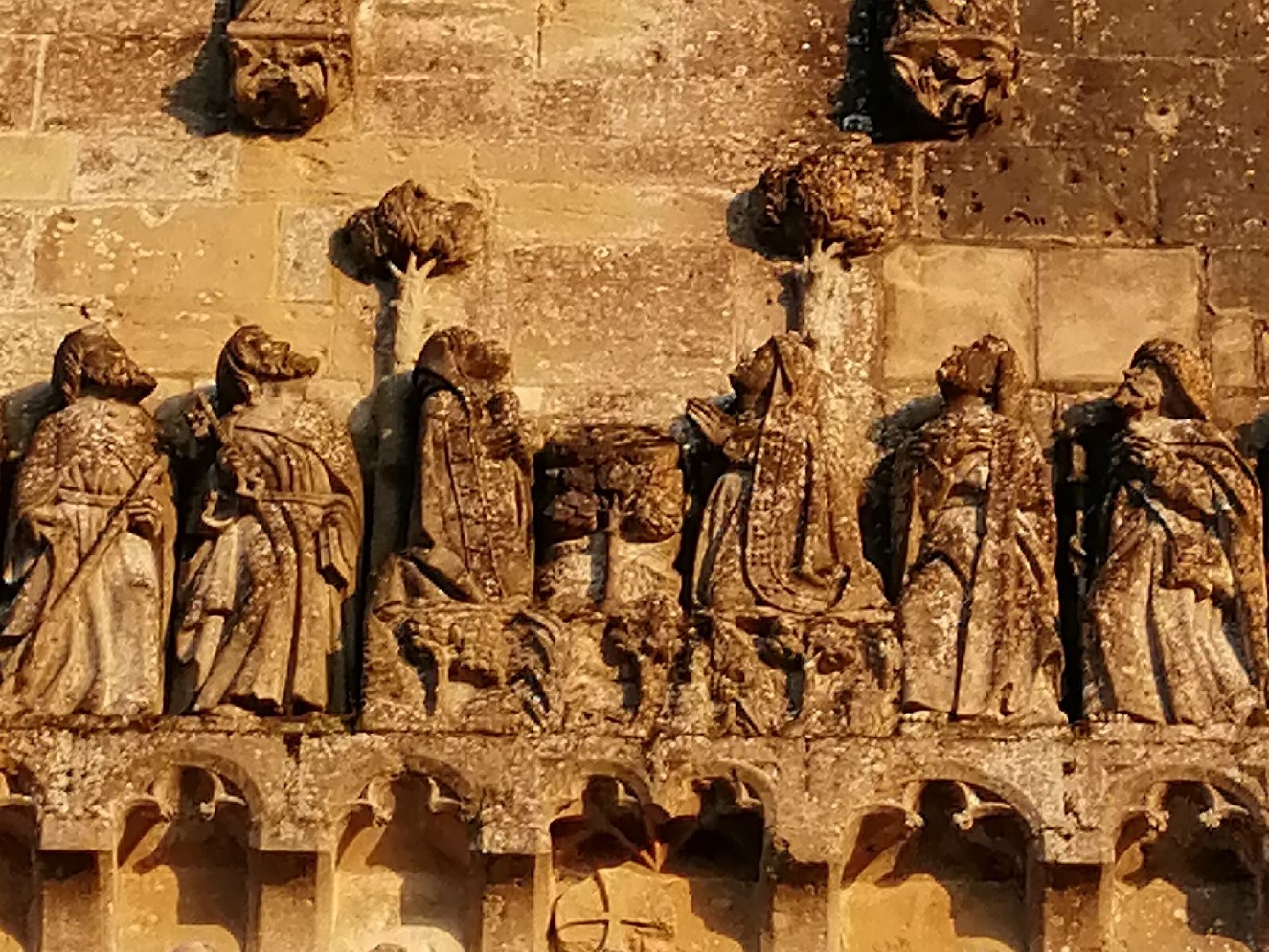
Marie d'Harcourt (à gauche) et Jean de Dunois (à droite).
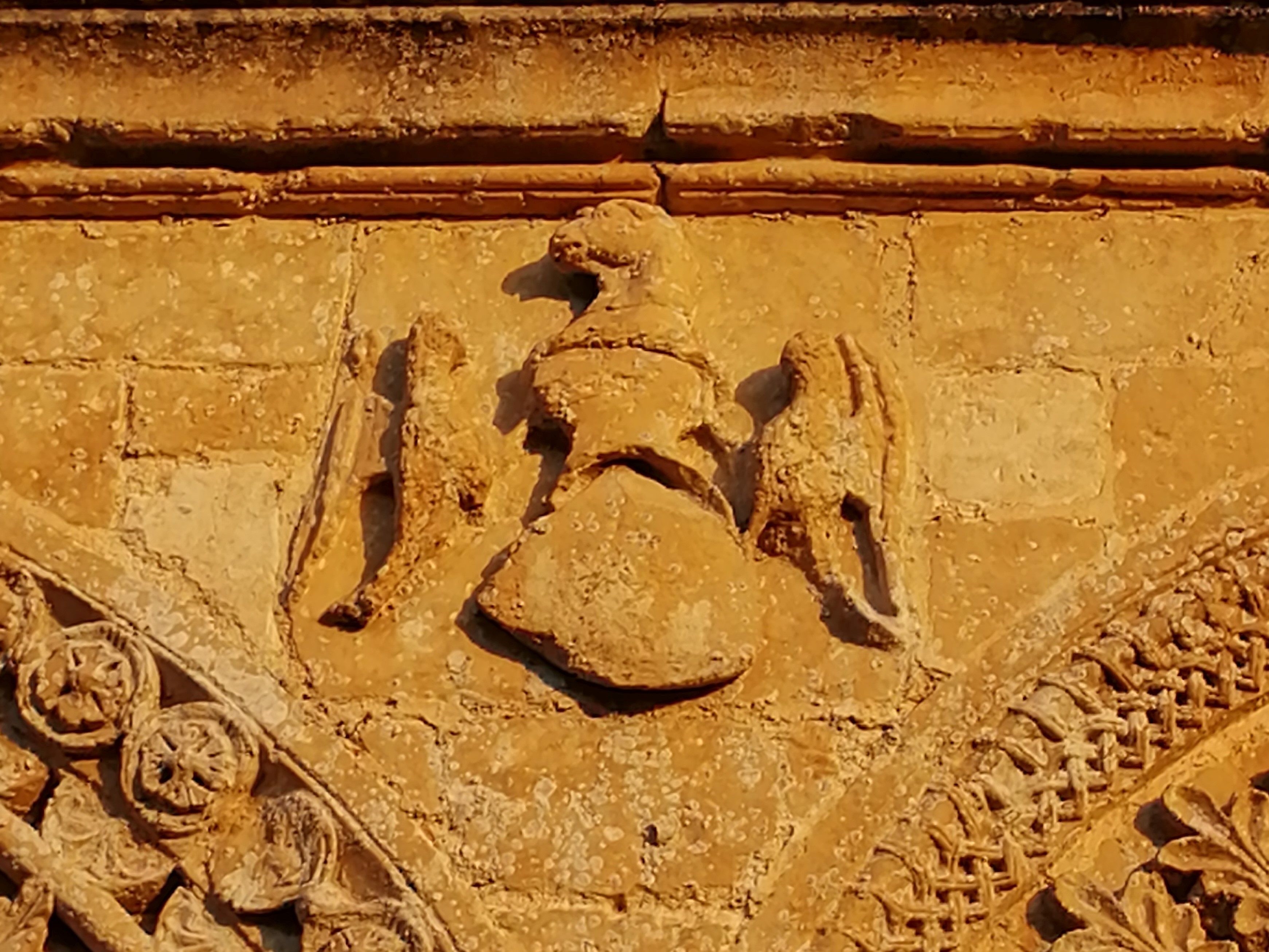
Armes de Jean de Dunois.
Représentation moderne des armoiries portées par Jean de Dunois après 1439.

### Vitraux duXIXesiècle

Vitraux
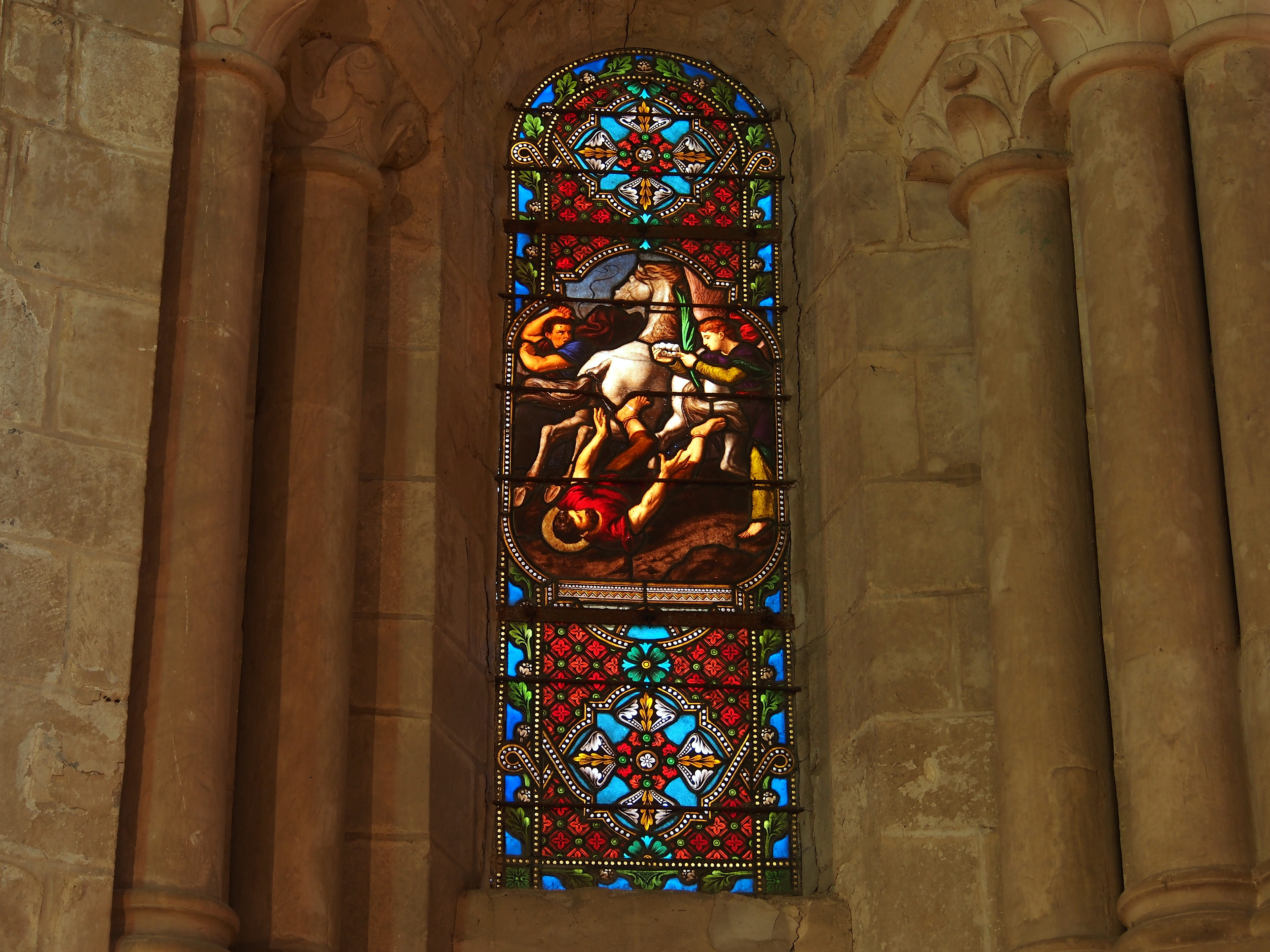
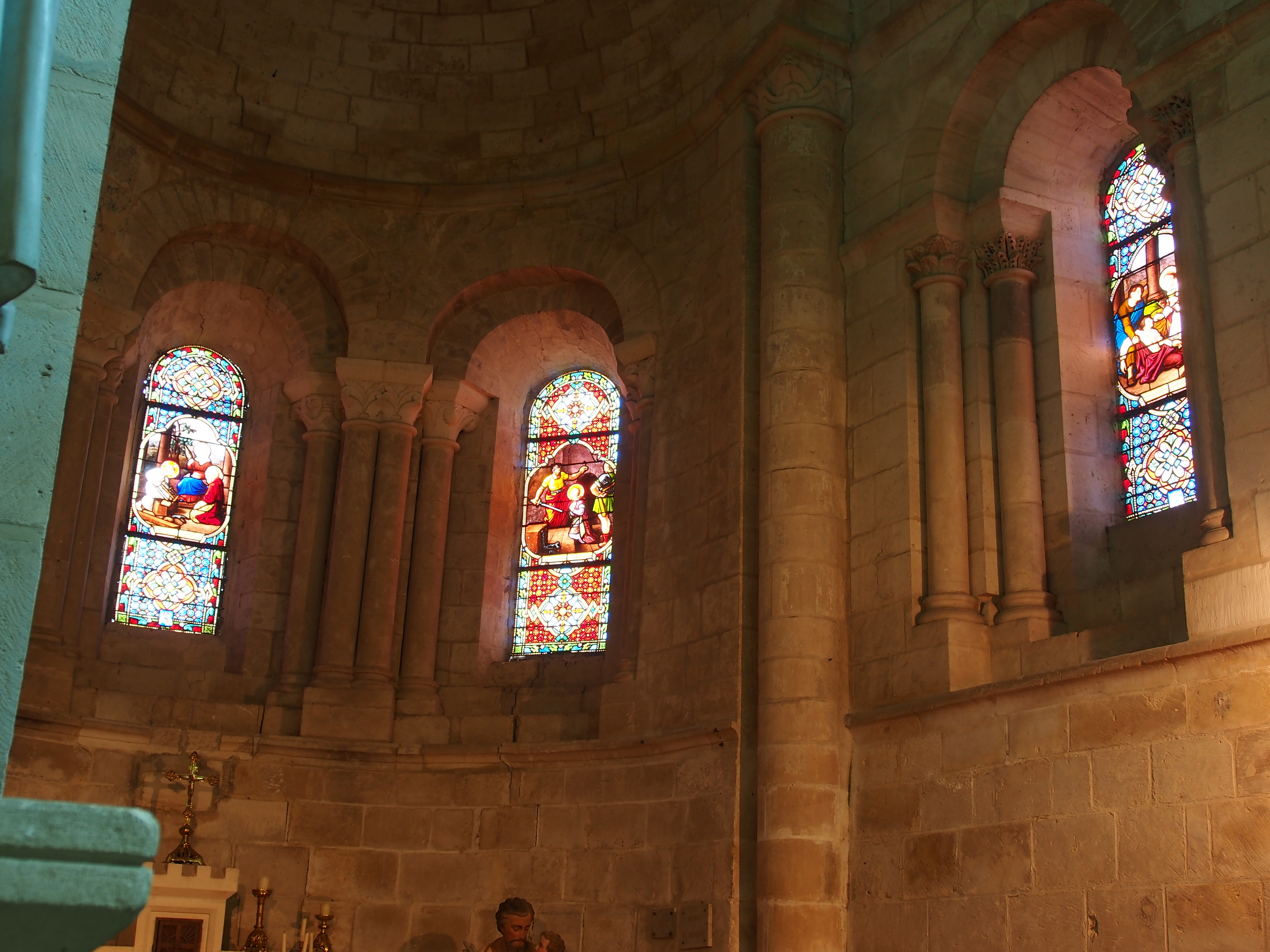
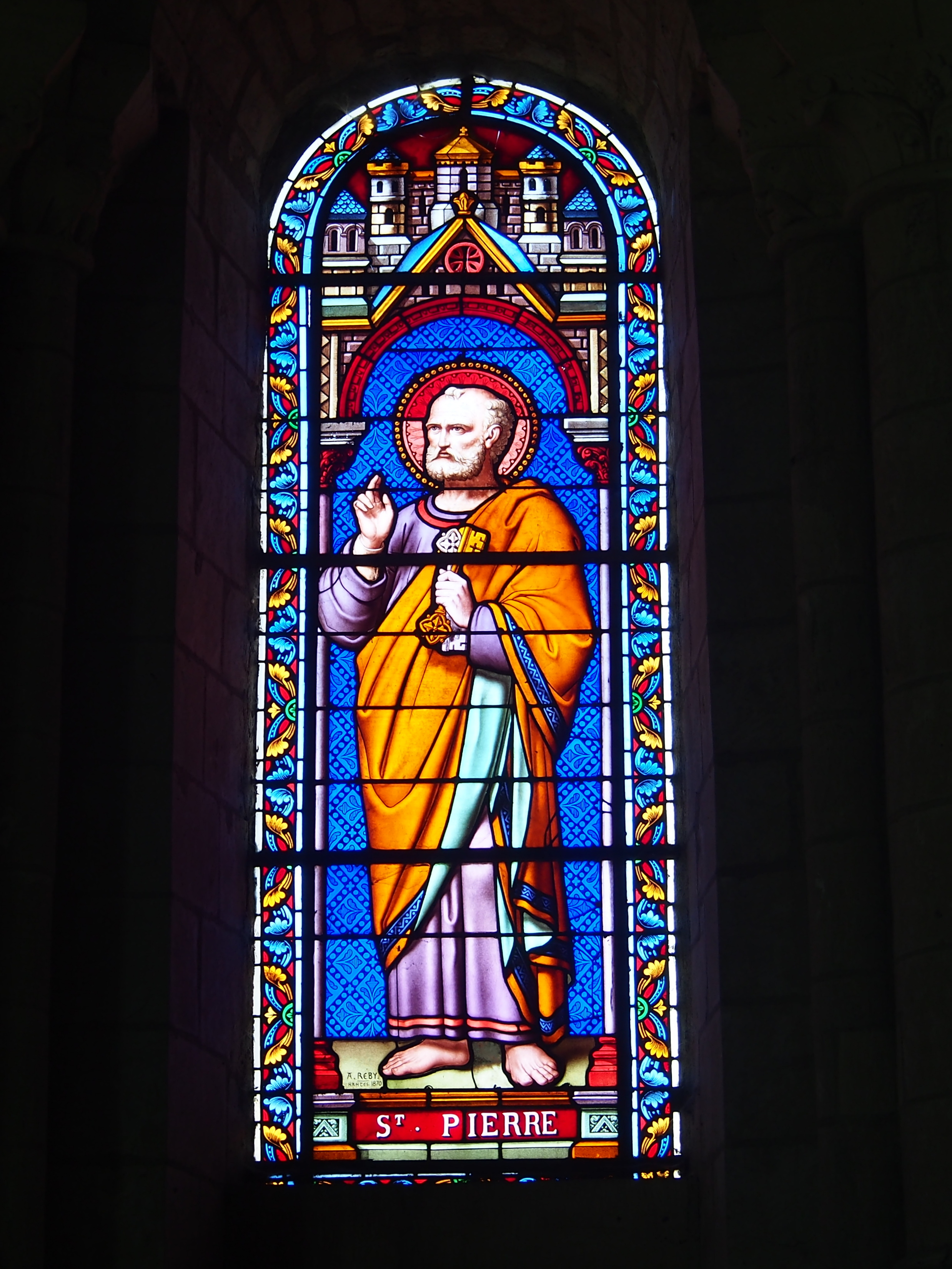
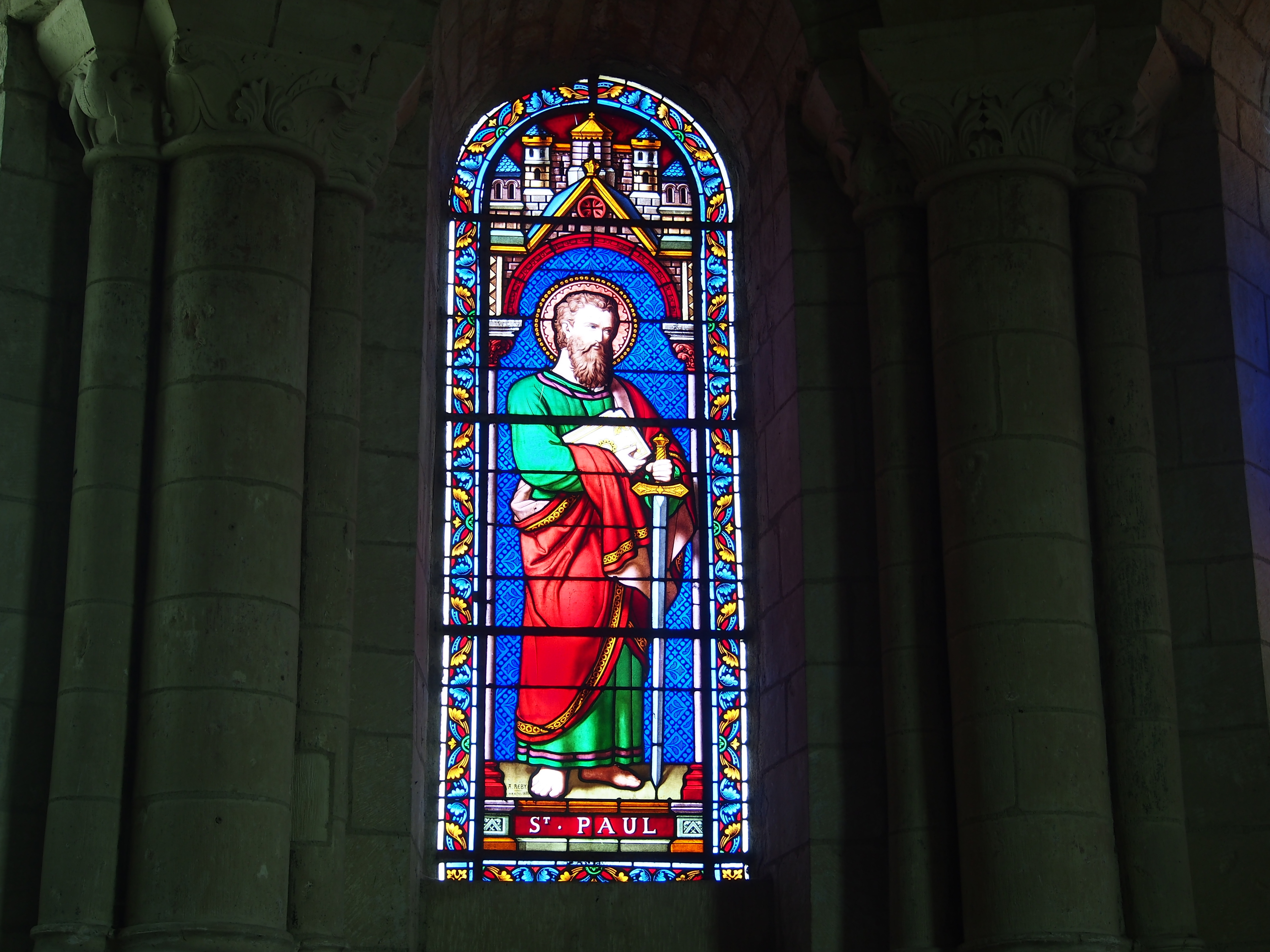

### Jardin du prieuré créé en 2007

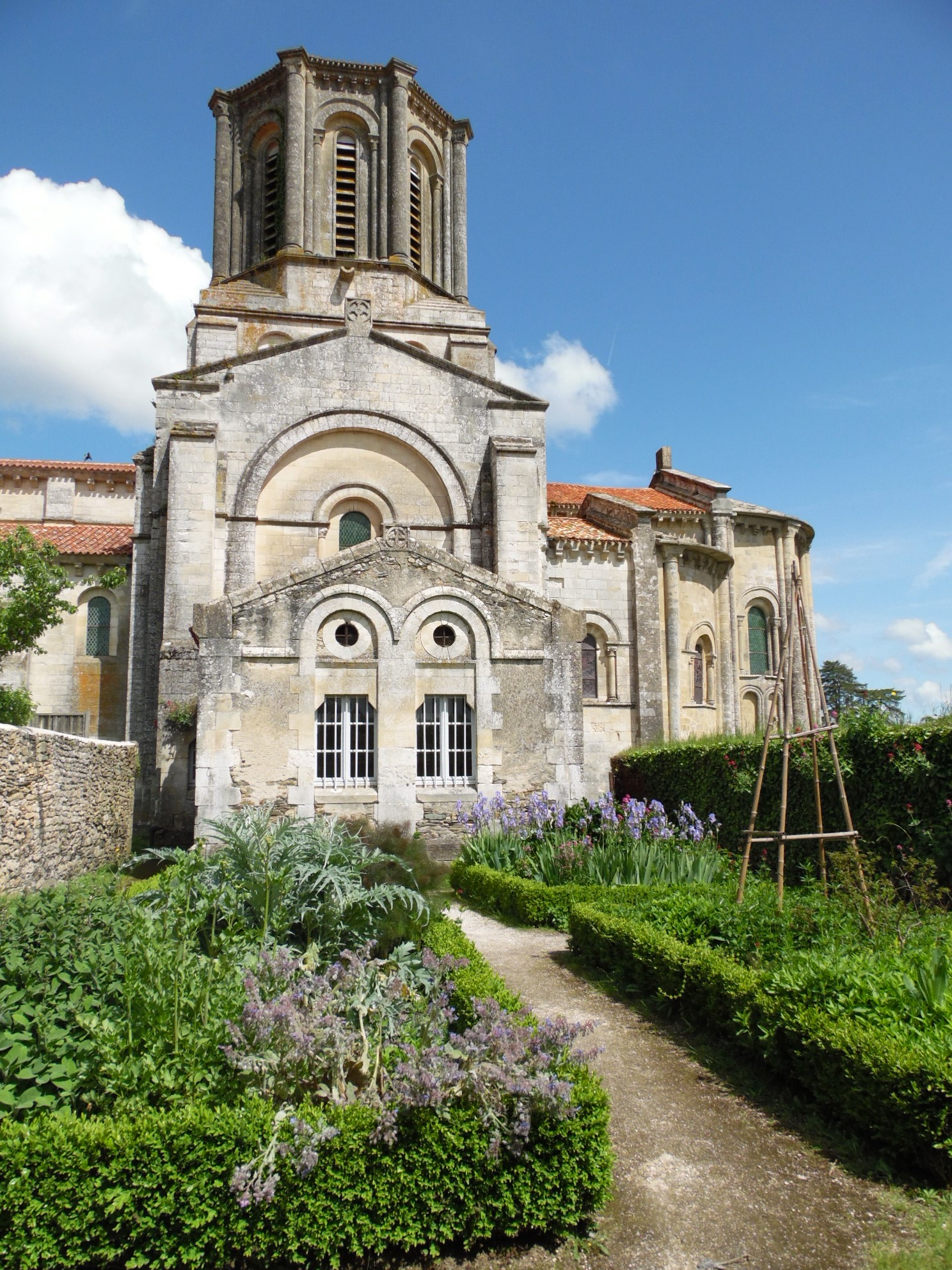
Le jardin, adossé à la sacristie.
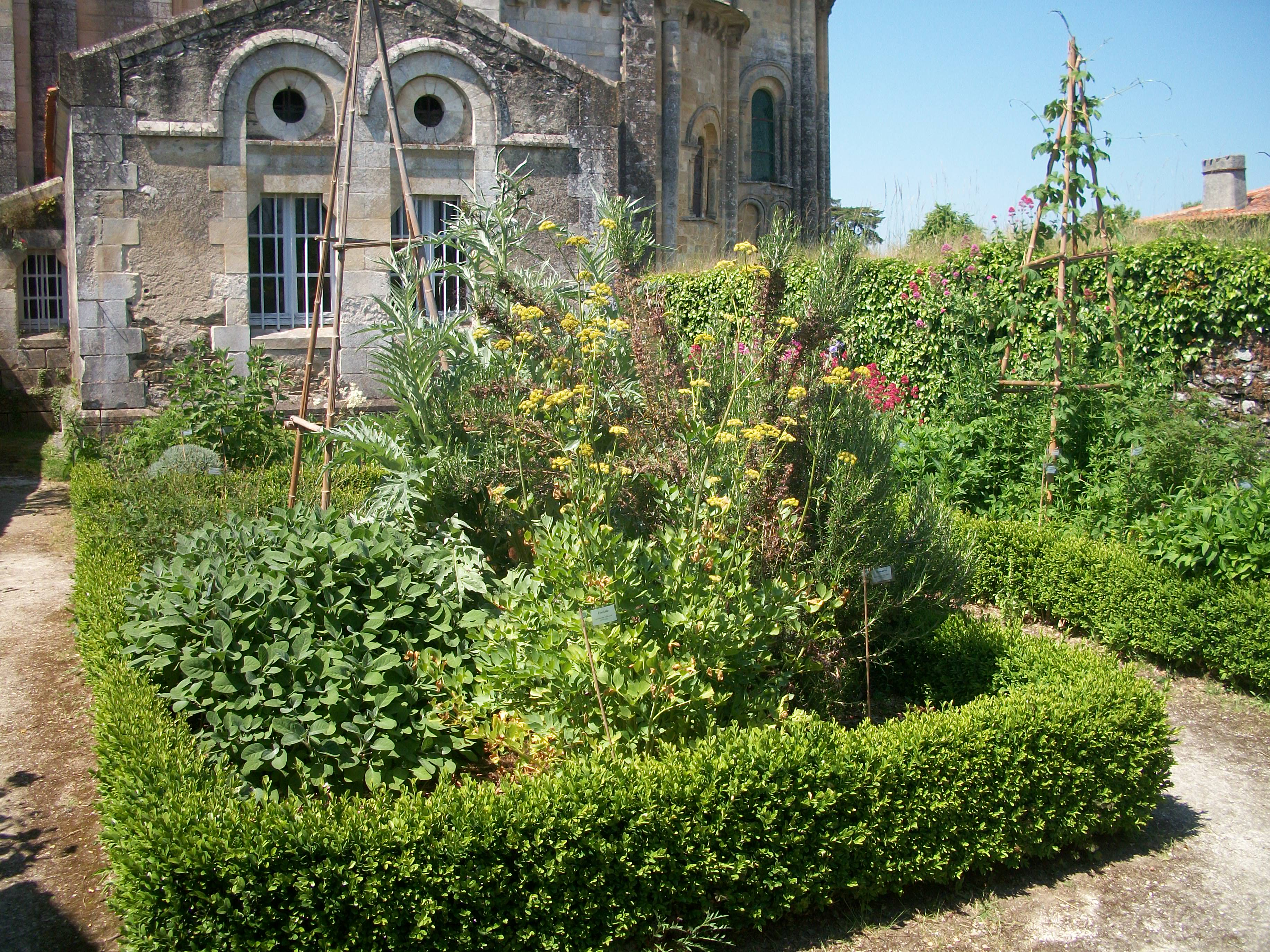
Le jardin.

## Intérieur

Intérieur de l'église
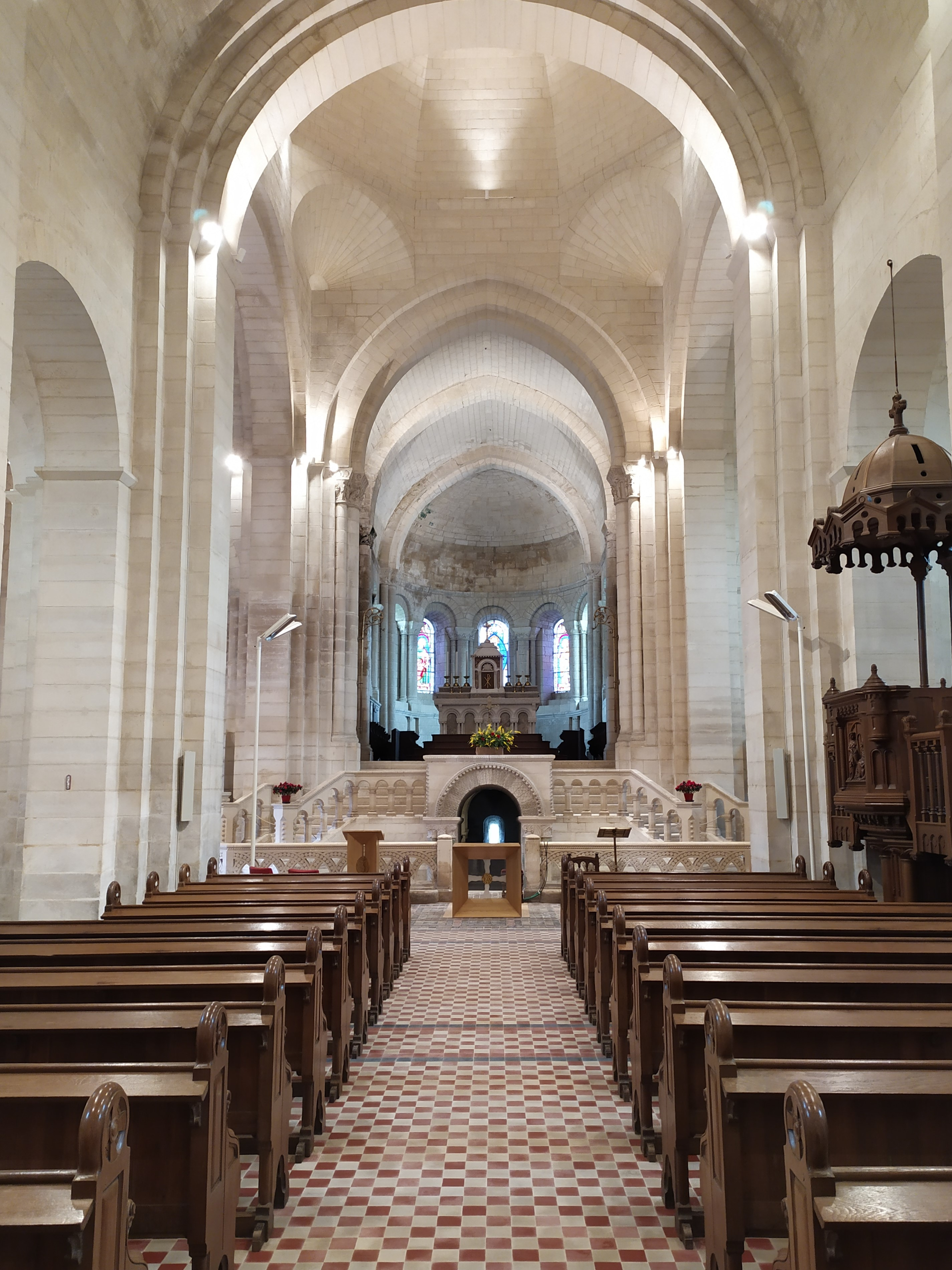
Vue d'ensemble avant l'installation de l'orgue (nef dédiée au culte).
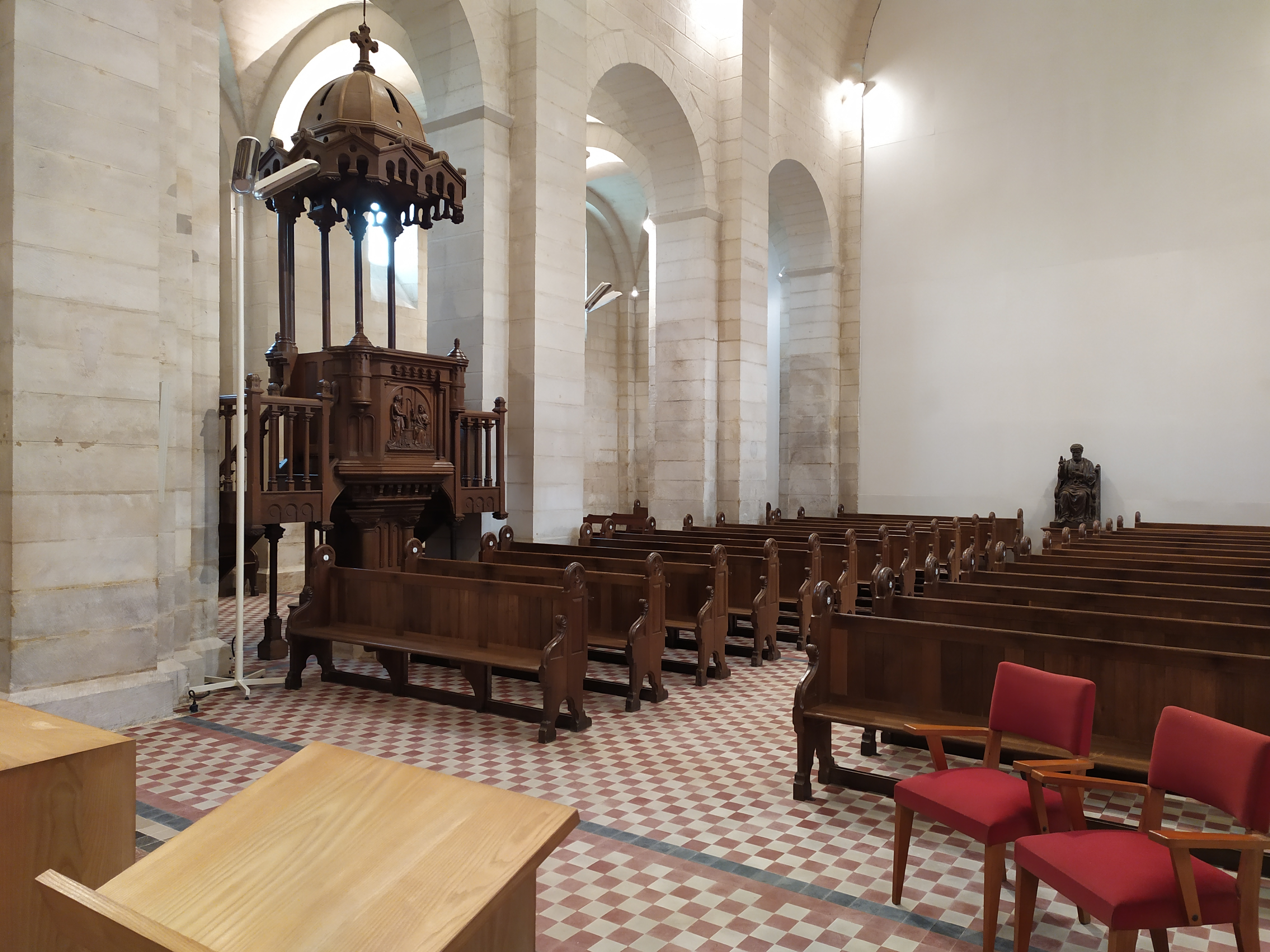
Vue d'ensemble (nef dédiée au culte).
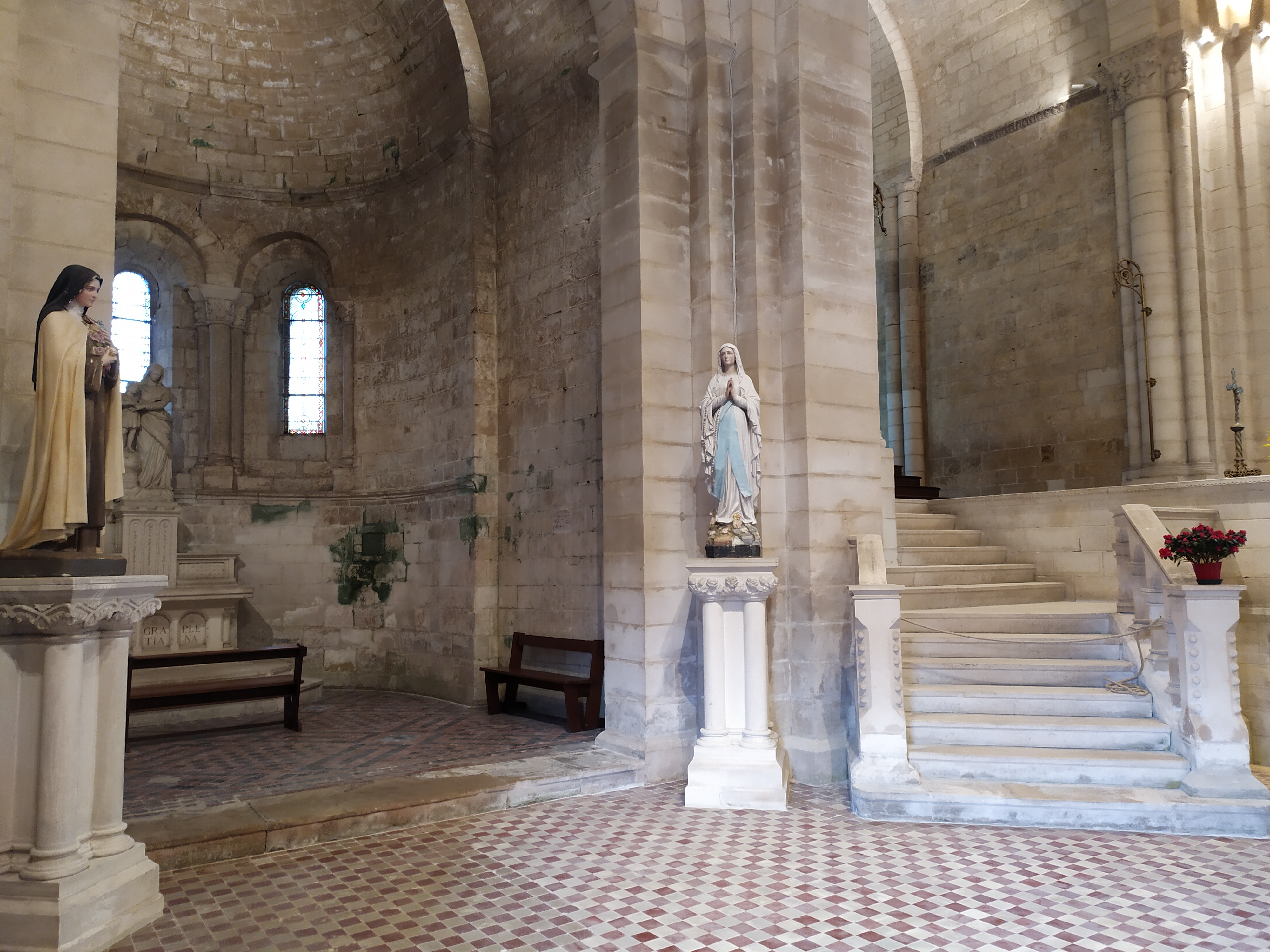
Absidiole nord et bras nord du transept.
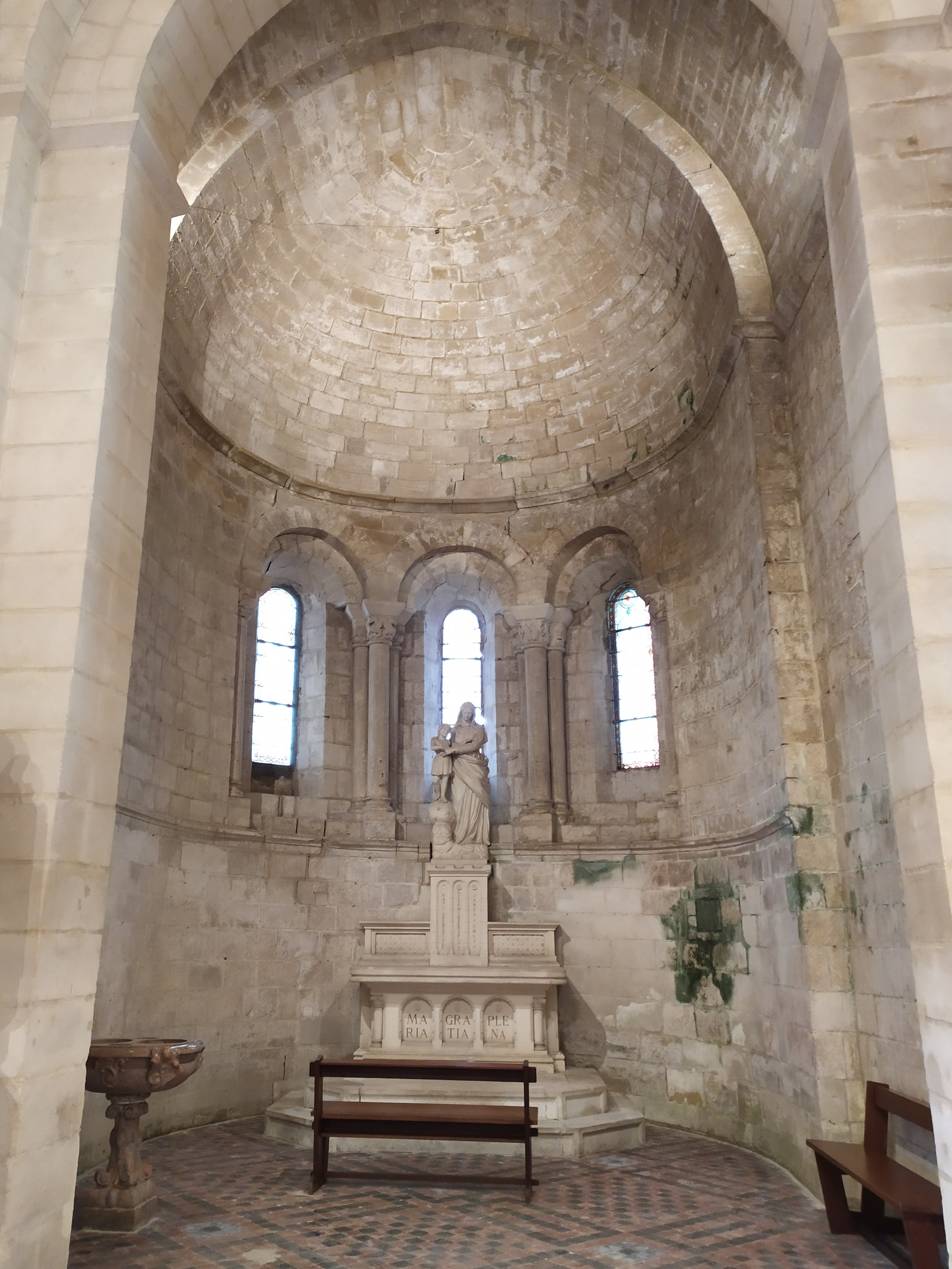
Absidiole nord.
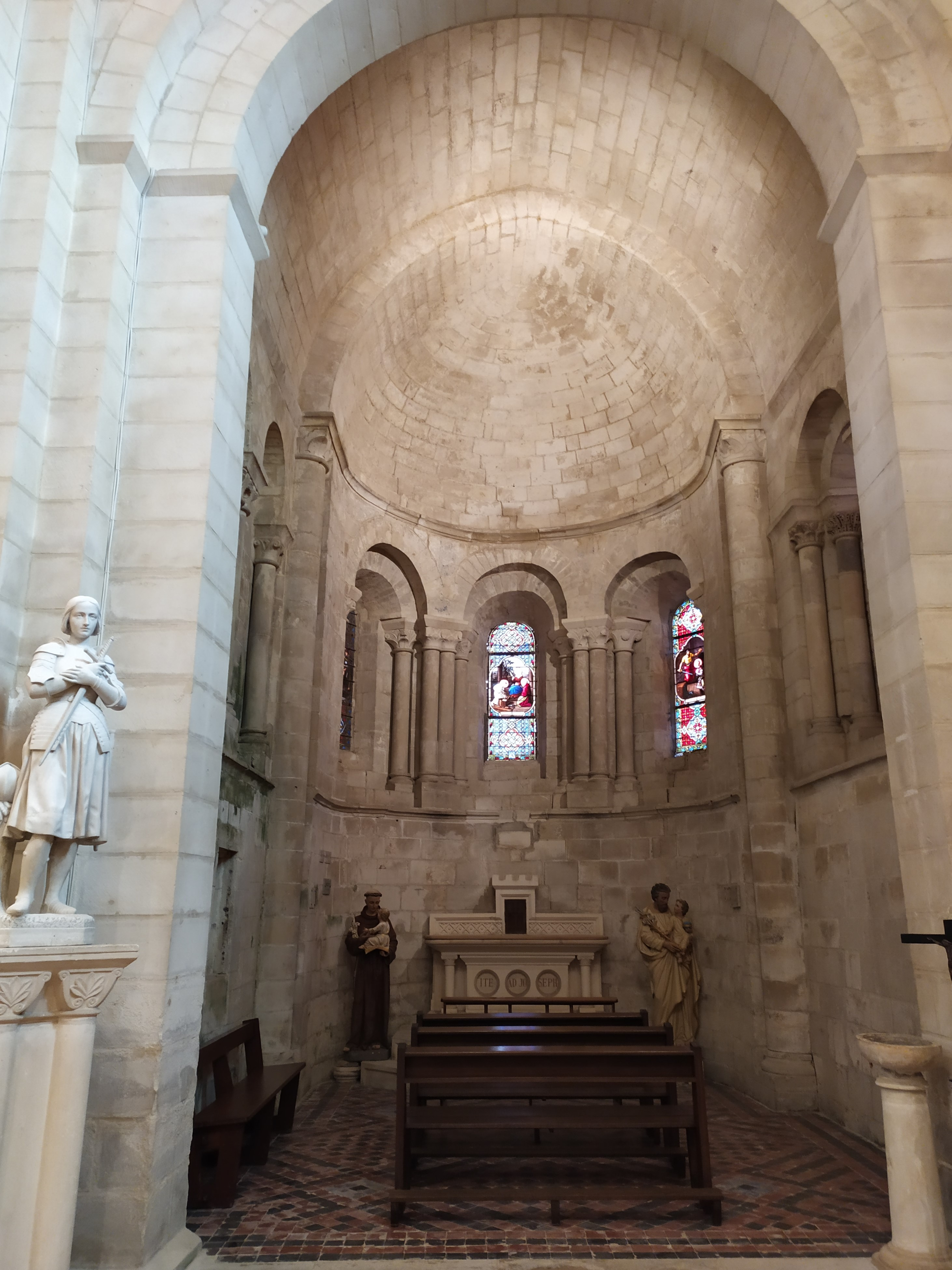
Absidiole sud.
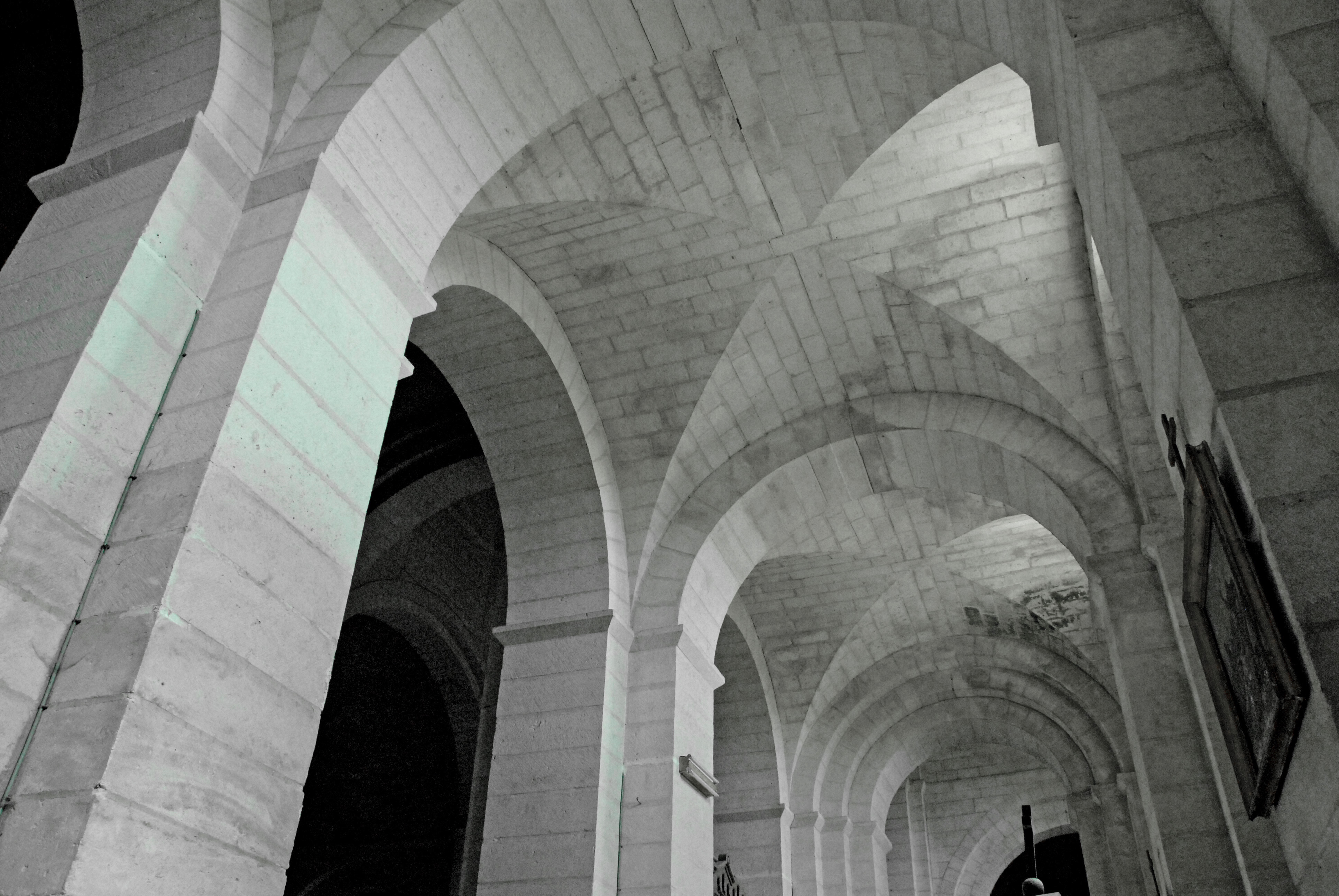
Bas-côté sud.

L'orgue installé en 2020
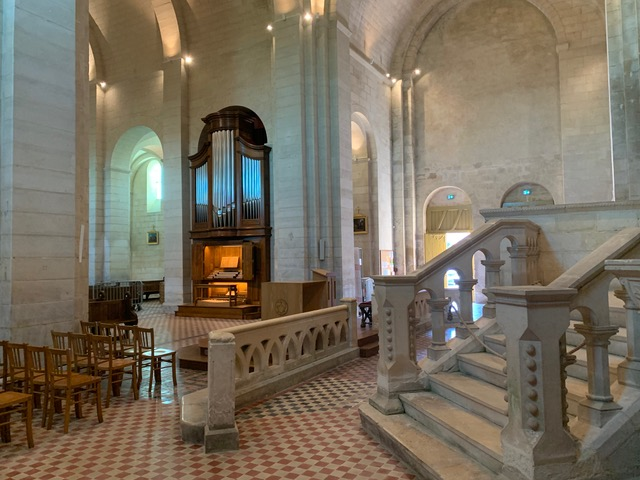
Vue depuis l'entrée de la sacristie.
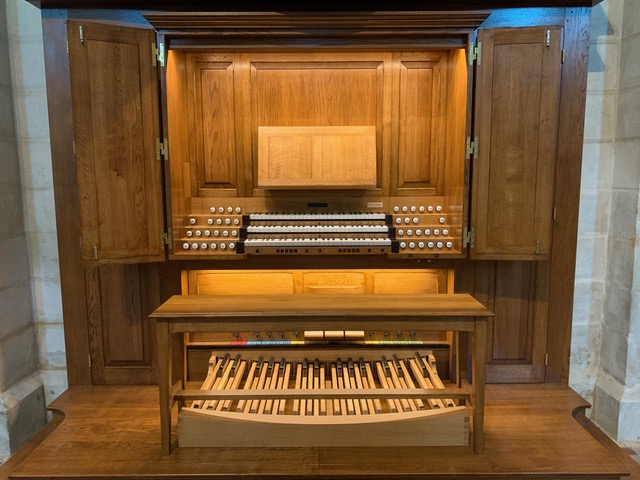
Vue sur la console.
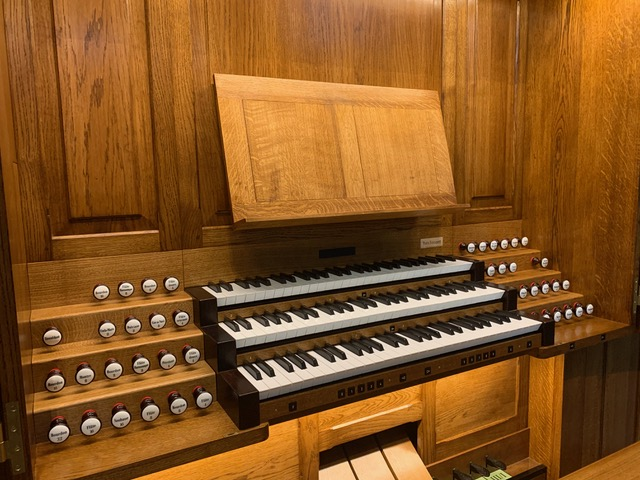
Console.

### Crypte duXIIesiècle
La crypte est découverte en 1854. Construite une première fois au XIe siècle, elle est modifiée au XIIe siècle et restaurée au XIXe siècle (parties hautes).
Plusieurs éléments en provenance des différentes fouilles y sont exposés, comme un chef et un torse de chevalier sculptés du XIIe siècle ou XIIIe siècle (classés au titre d'objets en 1988,), un sarcophage mérovingien, etc.
Depuis 2015, sous l'impulsion de l'association Patrimoines du Vouvantais et du conservateur du patrimoine au conseil départemental de la Vendée, Julien Boureau, la crypte est dotée d'un écran diffusant une vidéo qui évoque, entre autres, les différentes étapes de la construction de l'église.

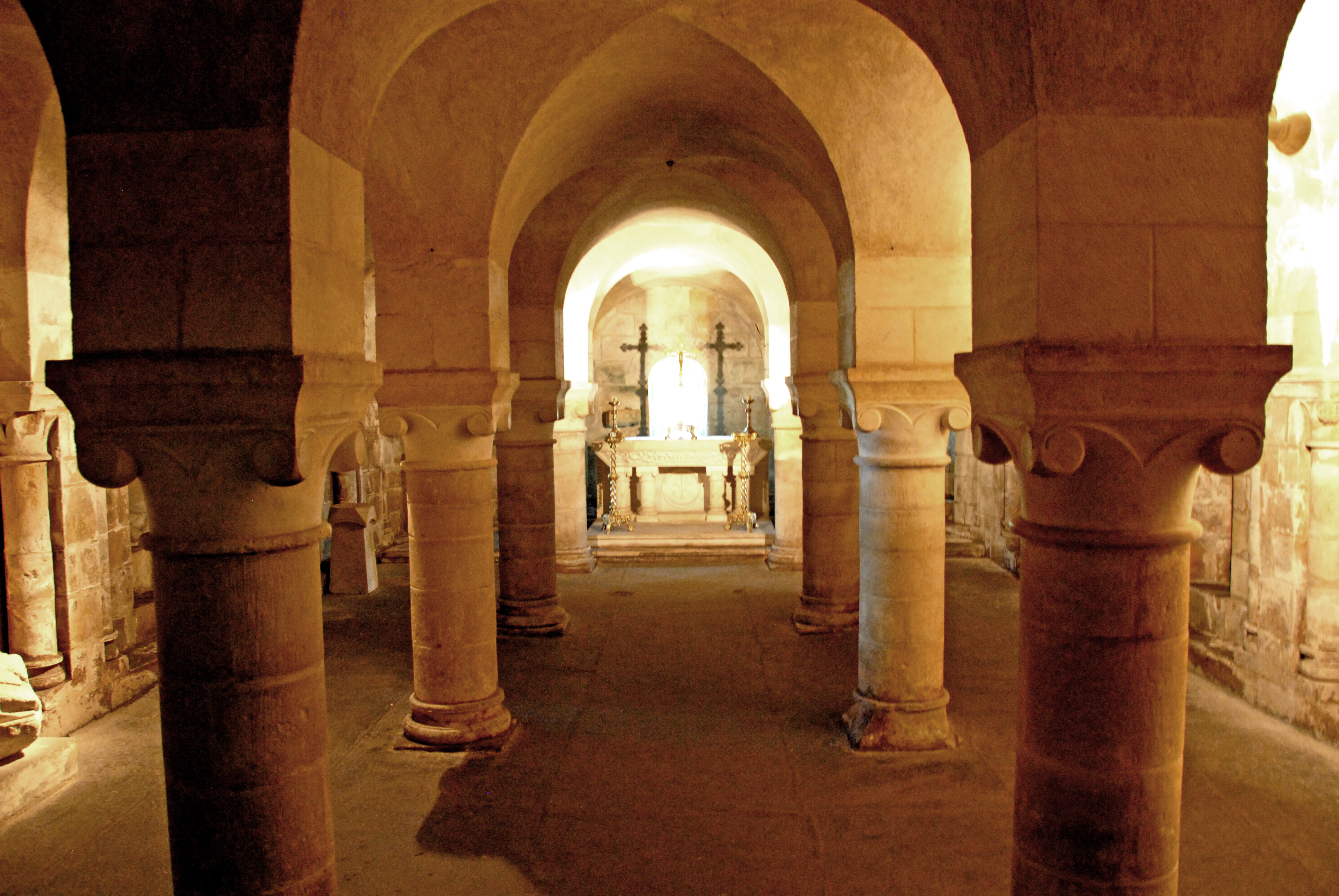
Vue d'ensemble.
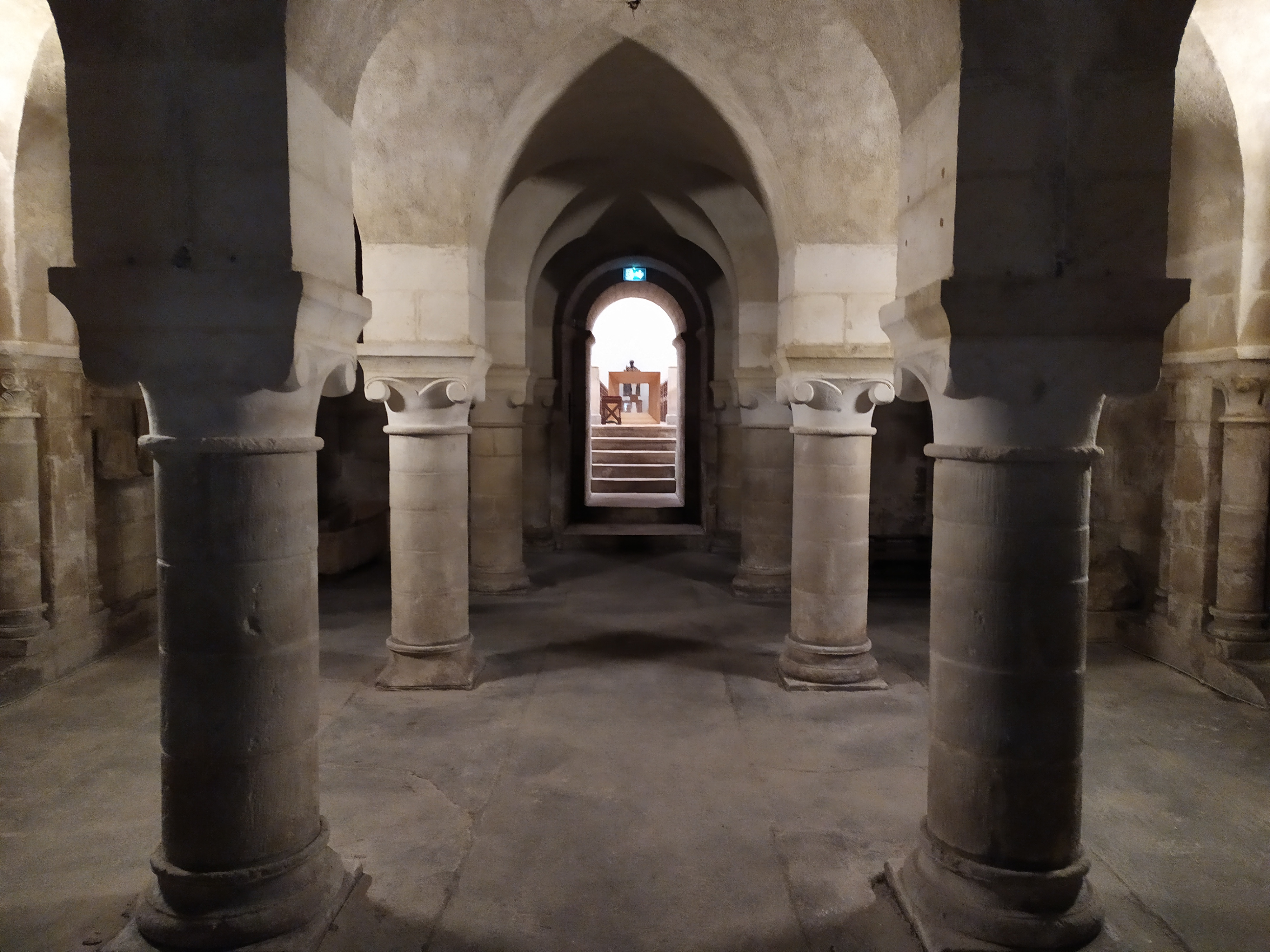
Vue d'ensemble
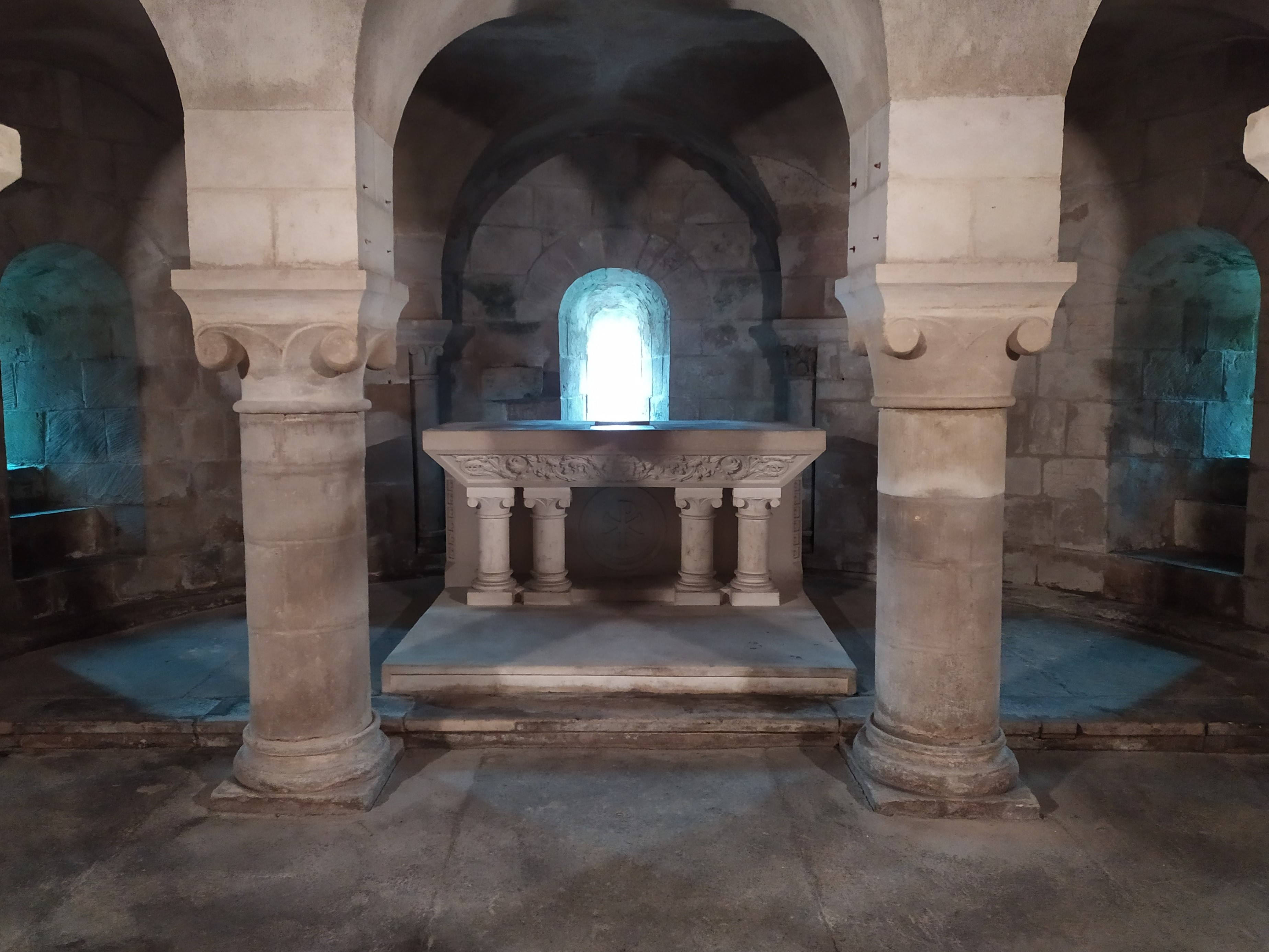
Autel.
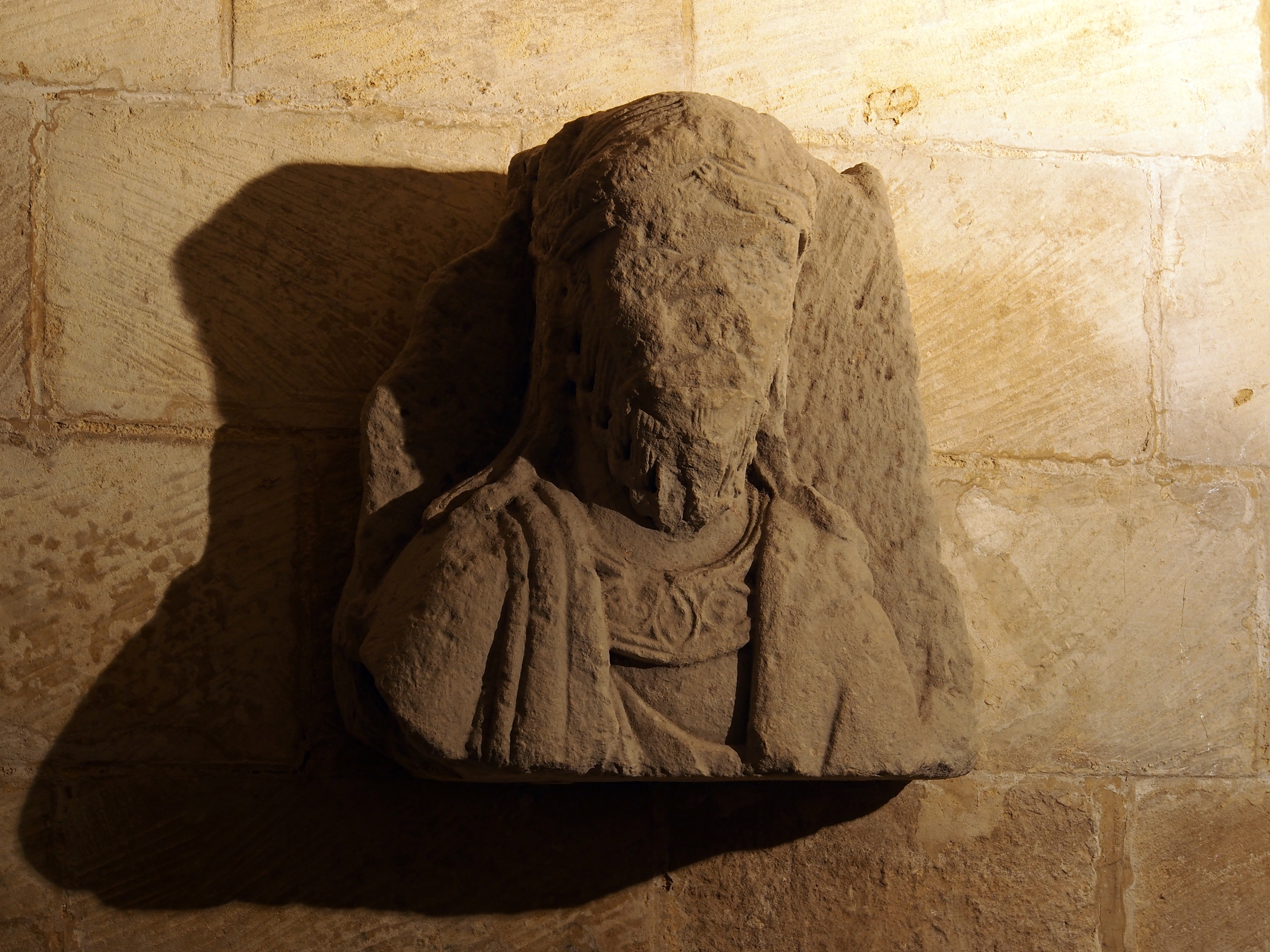
Chef de chevalier du XIIe siècle ou XIIIe siècle.
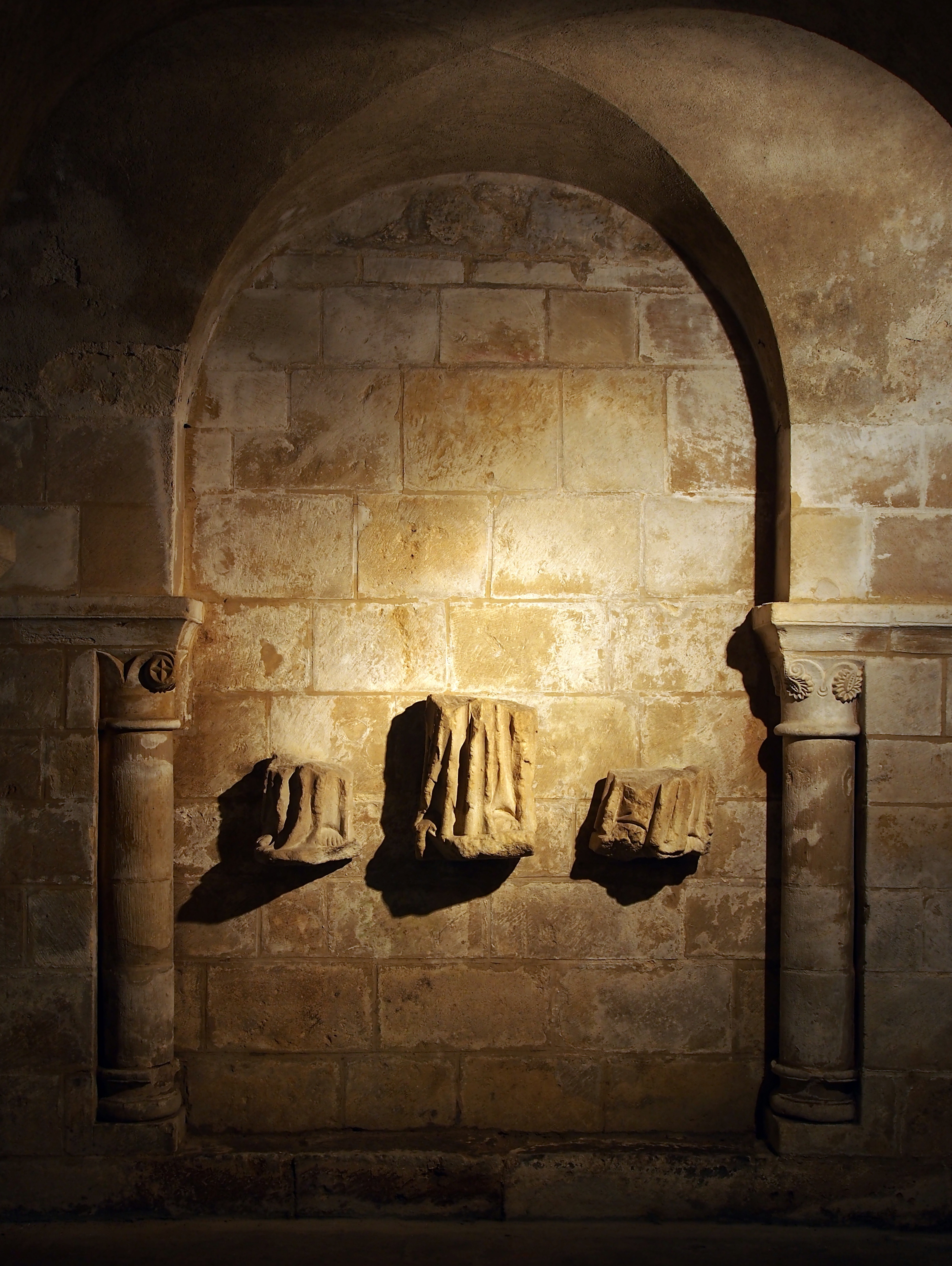
Vestiges de sculptures.

Vestiges de polychromie
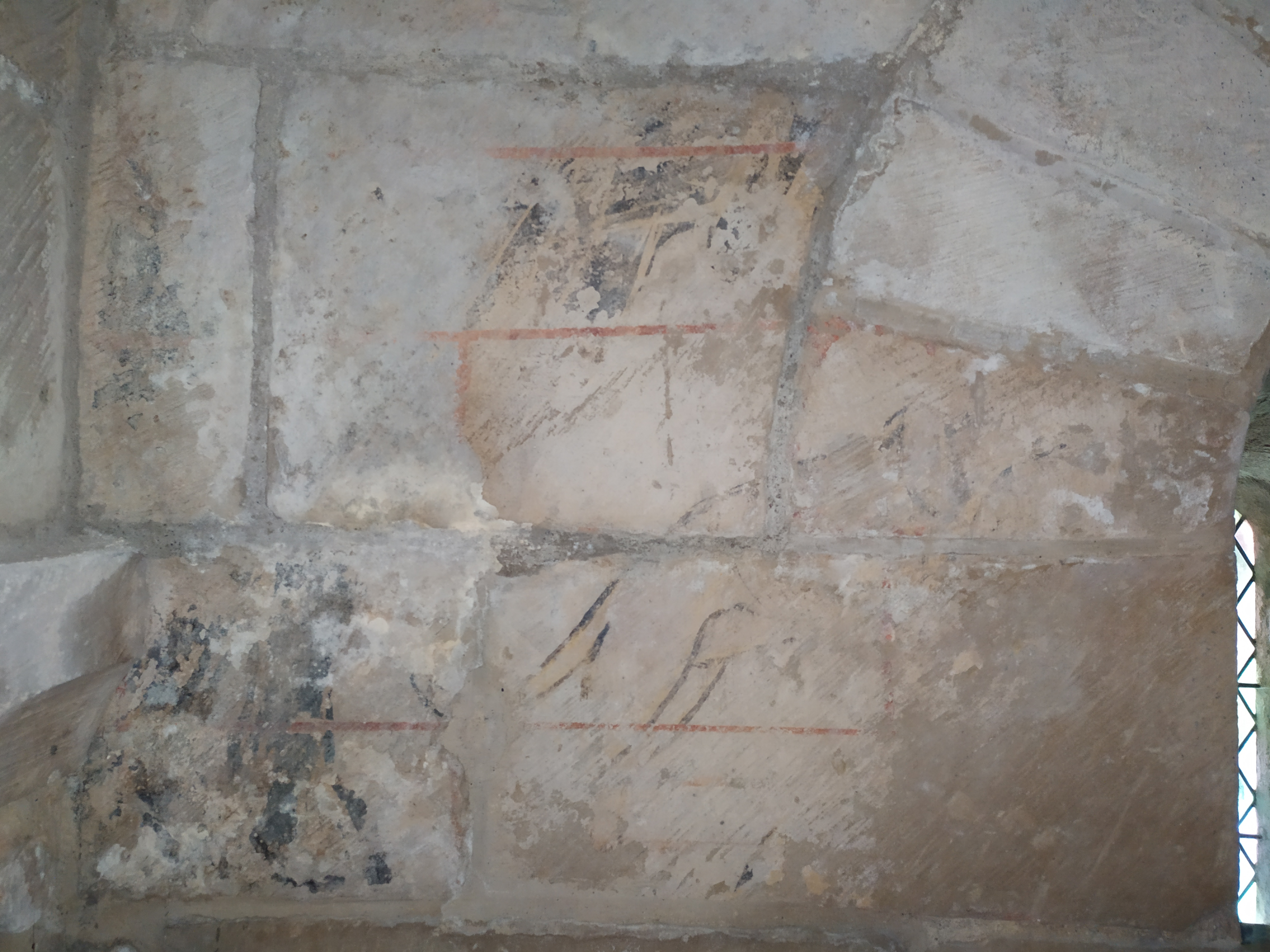
En 2020.
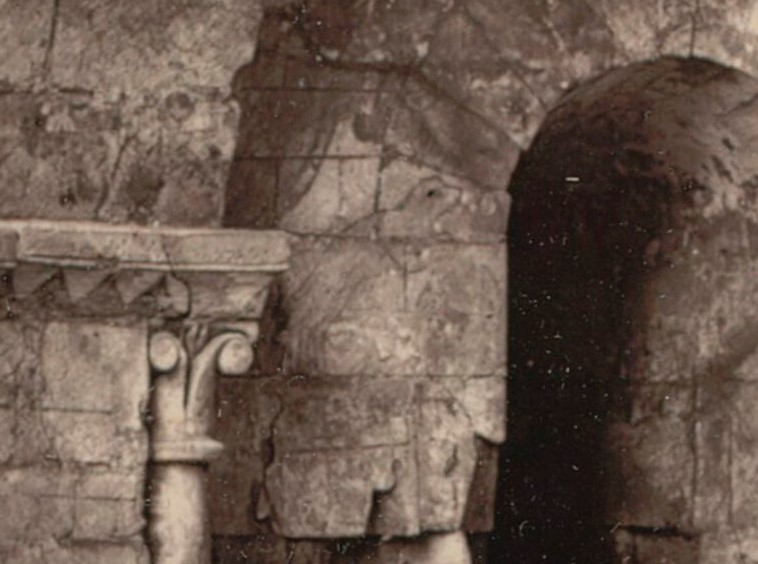
En 1882.

### Nef Théodelin (av. 1050)
La nef Théodelin est la seule partie qui subsiste de l'église priorale, construite au XIe siècle, séparée de la partie de l'église destinée au culte. Elle est restaurée à la suite de l'effondrement de la charpente en 1910 et rouverte au public en 1995. Elle sert, depuis, de lieu d'exposition.

Éléments de l'église datant du XIe siècle
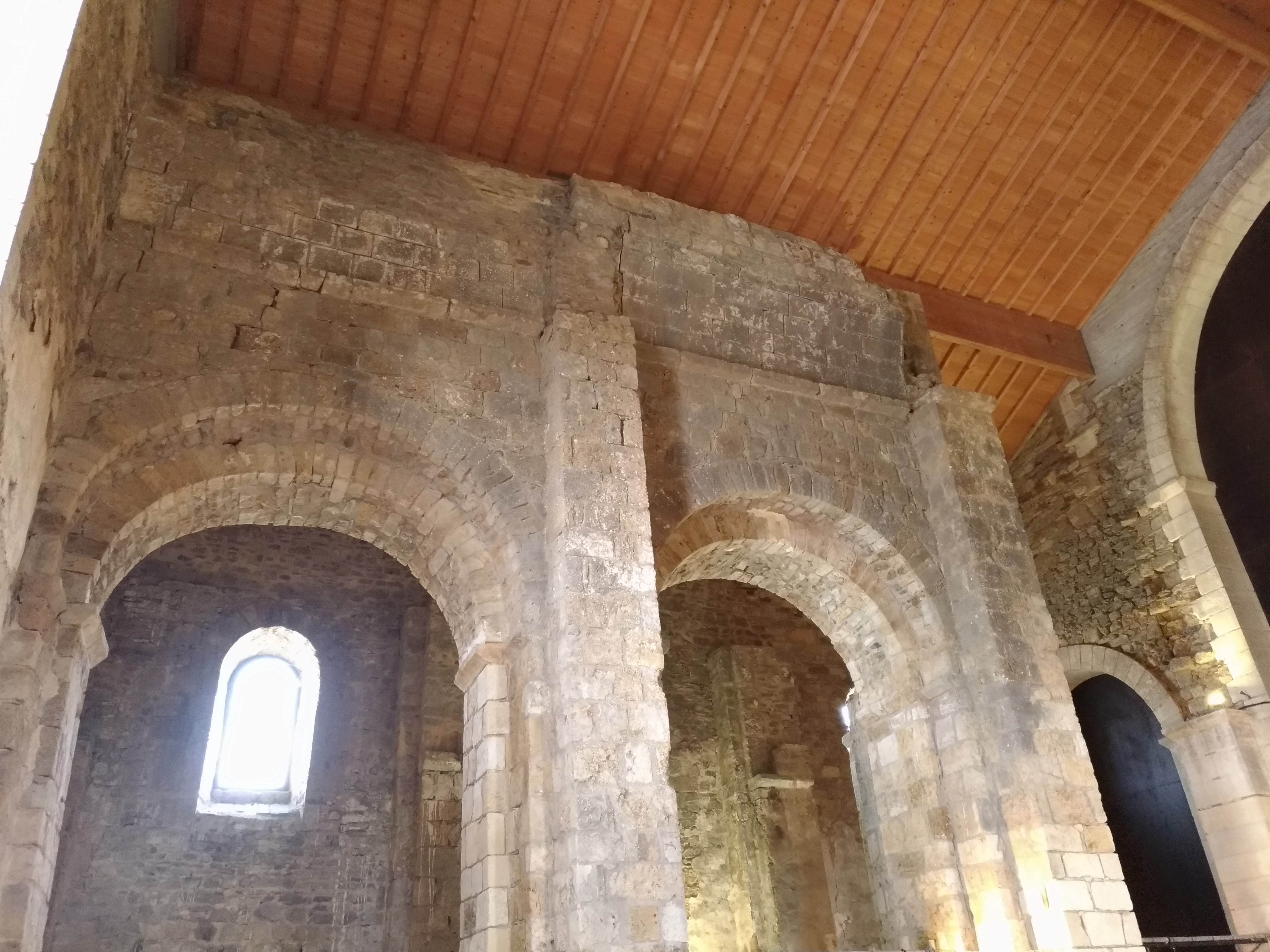
Vue de l'ensemble nord.
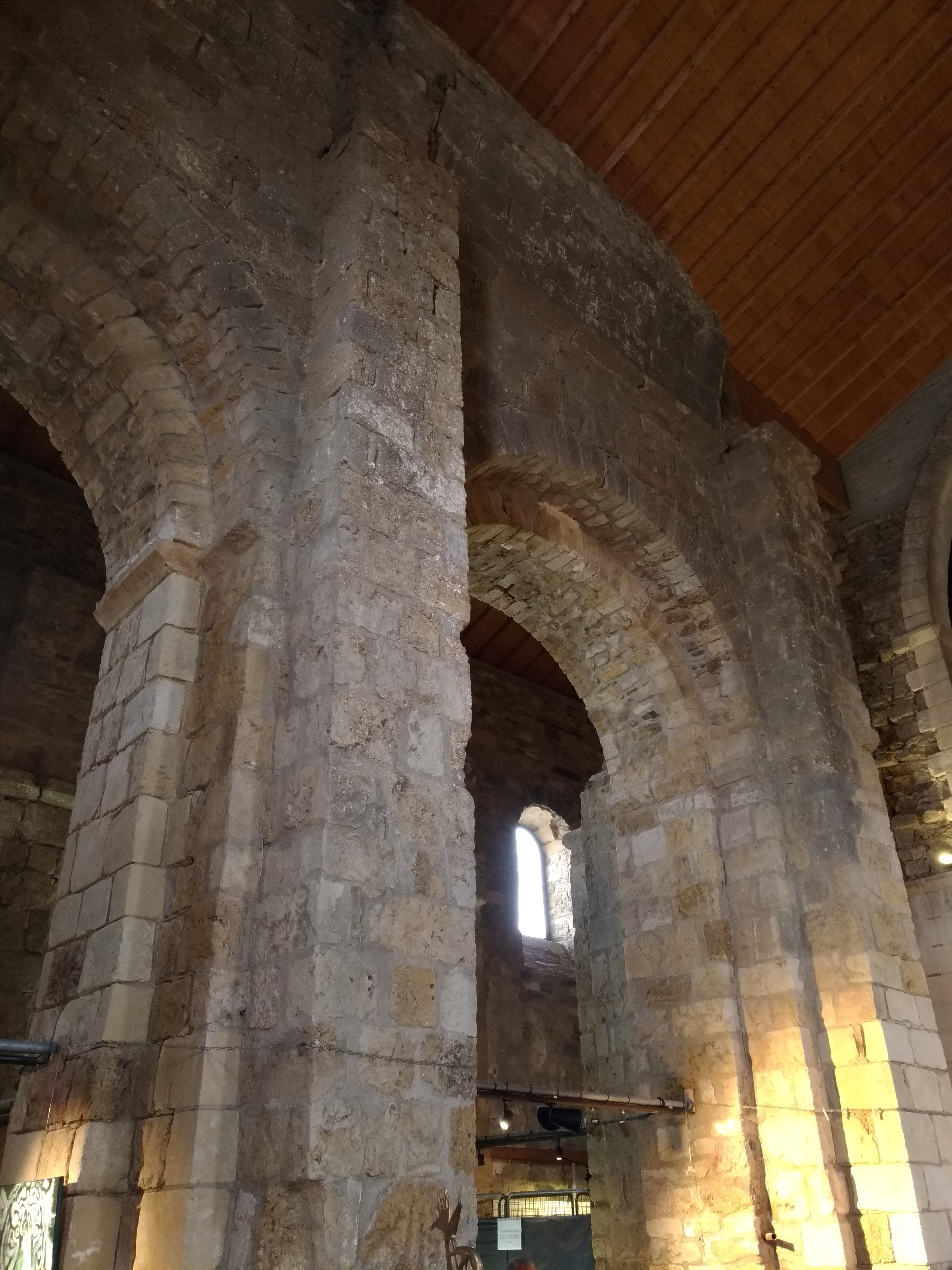
Arcs et piliers séparant le vaisseau central du bas-côté nord.
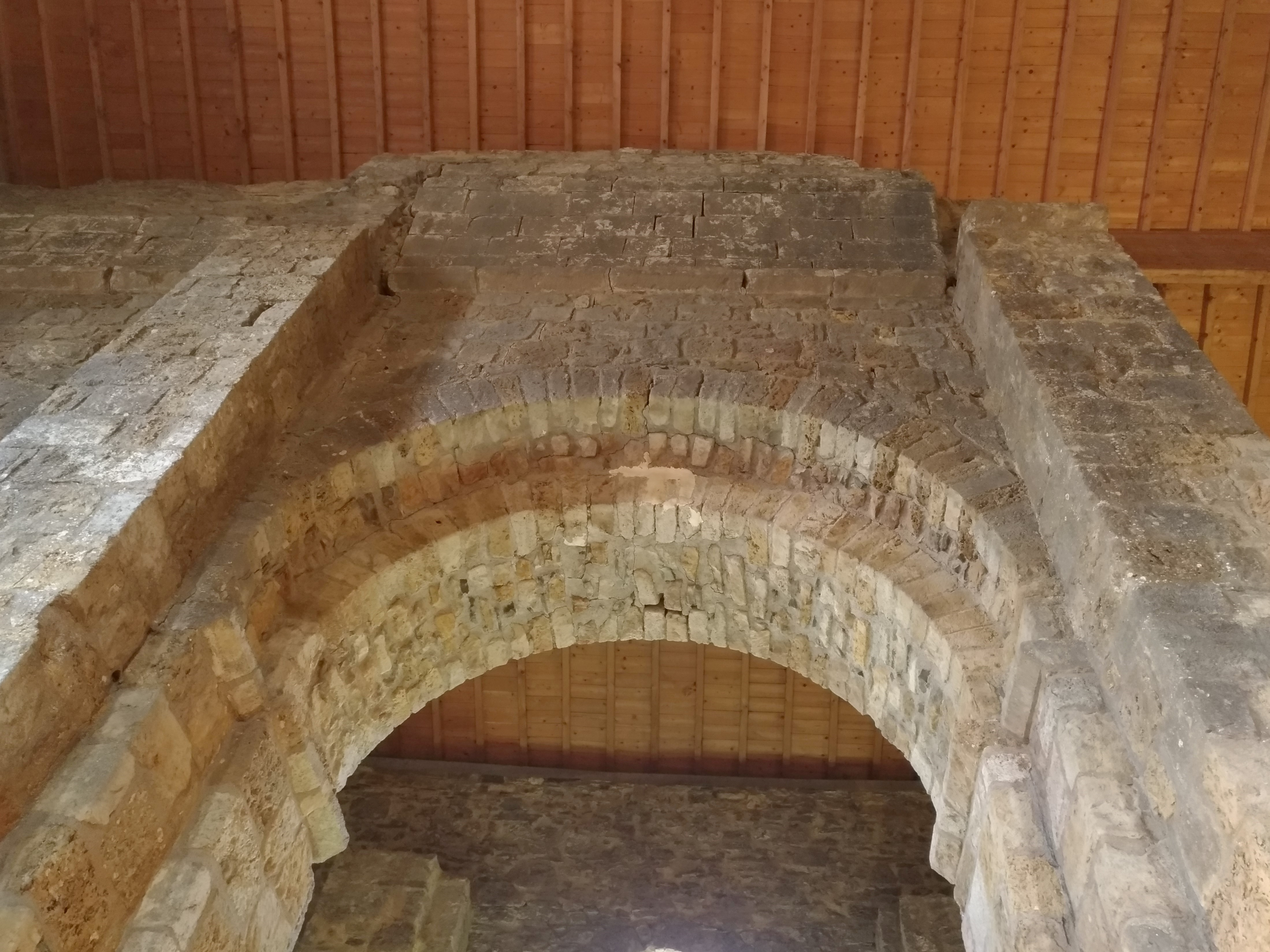
Détail d'un arc en plein cintre.
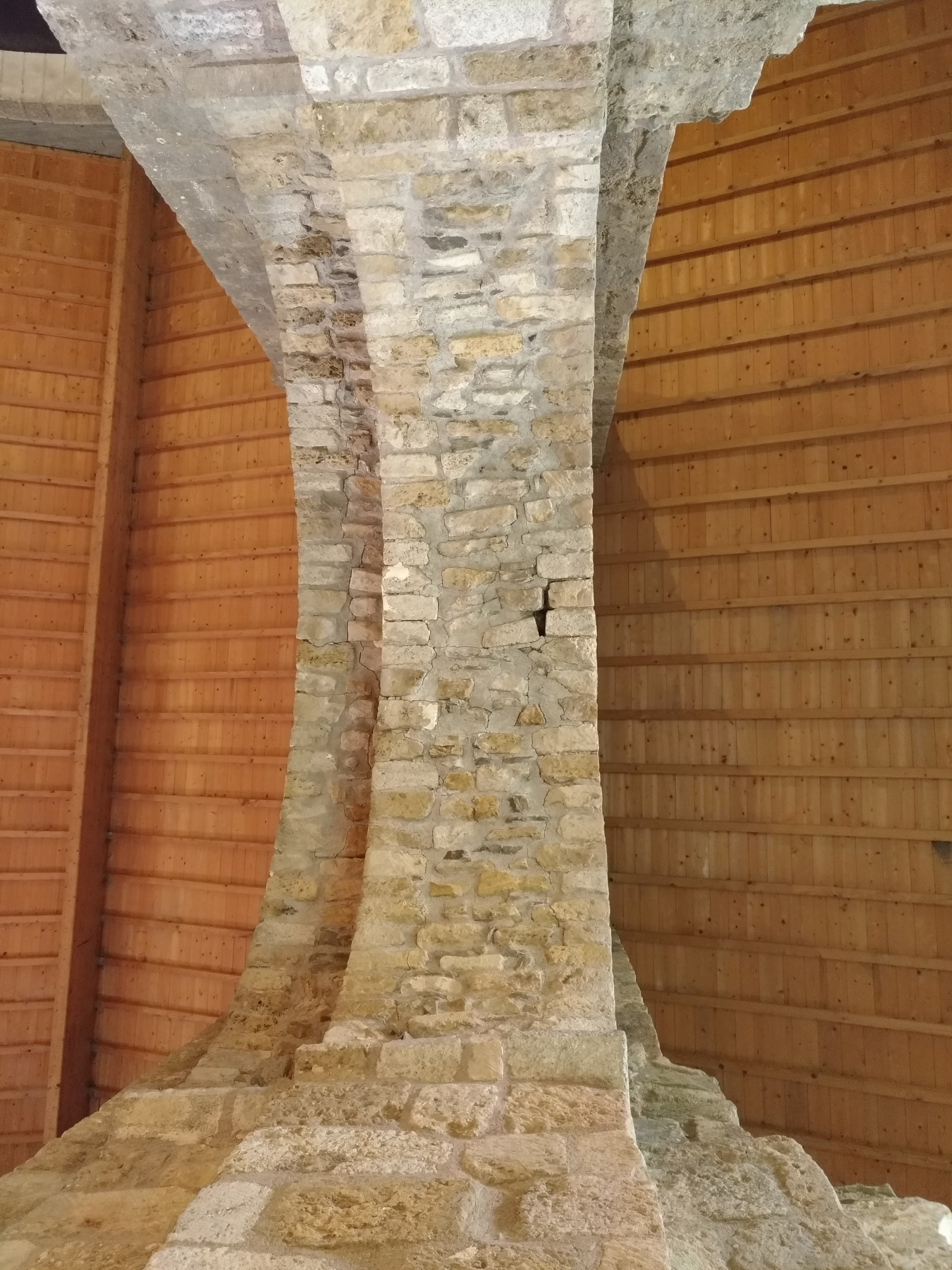
Détail de l'appareillage d'un arc en plein cintre (cinquième travée).
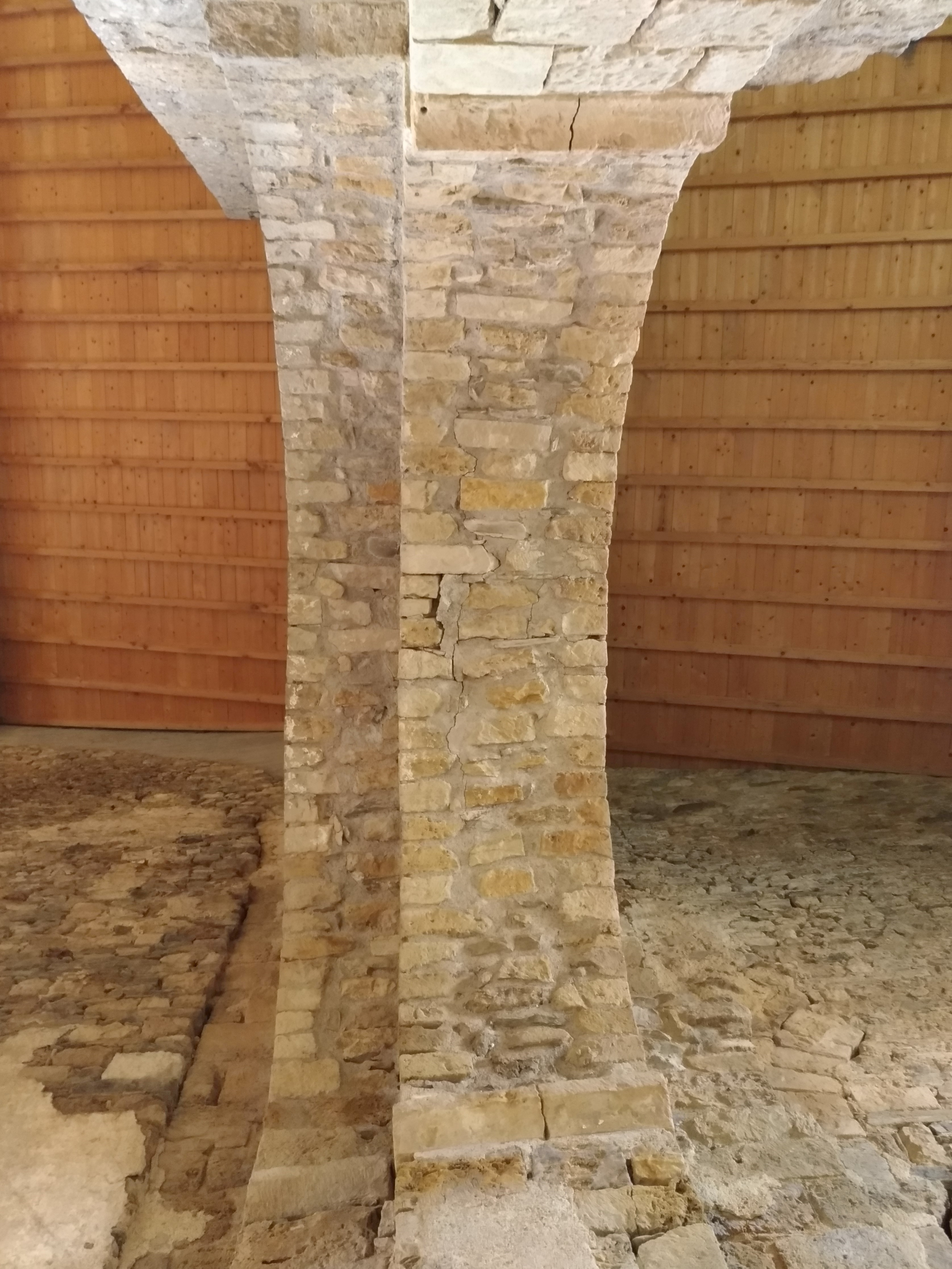
Détail de l'appareillage d'un arc en plein cintre (sixième travée).
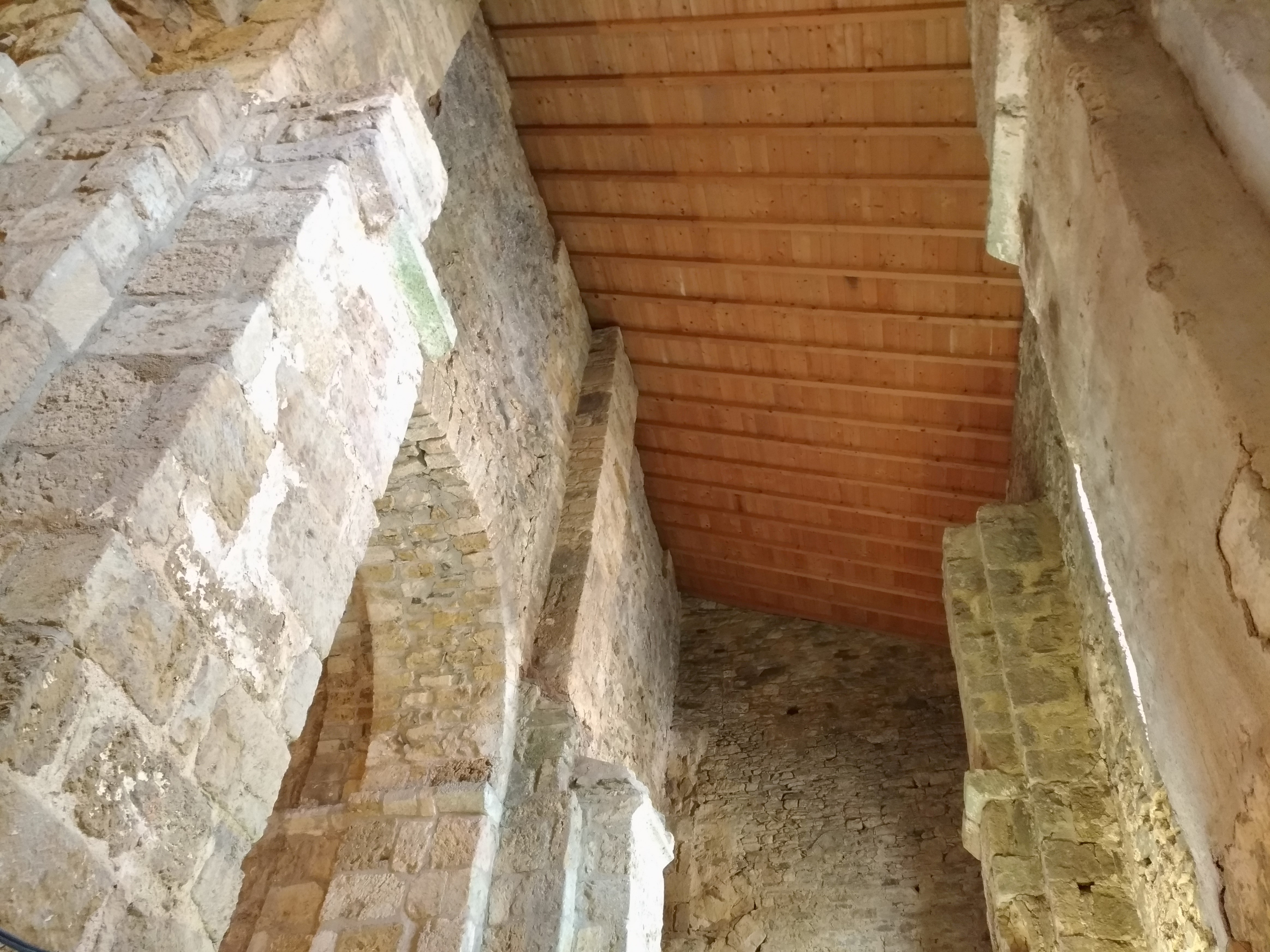
Bas-côté nord.
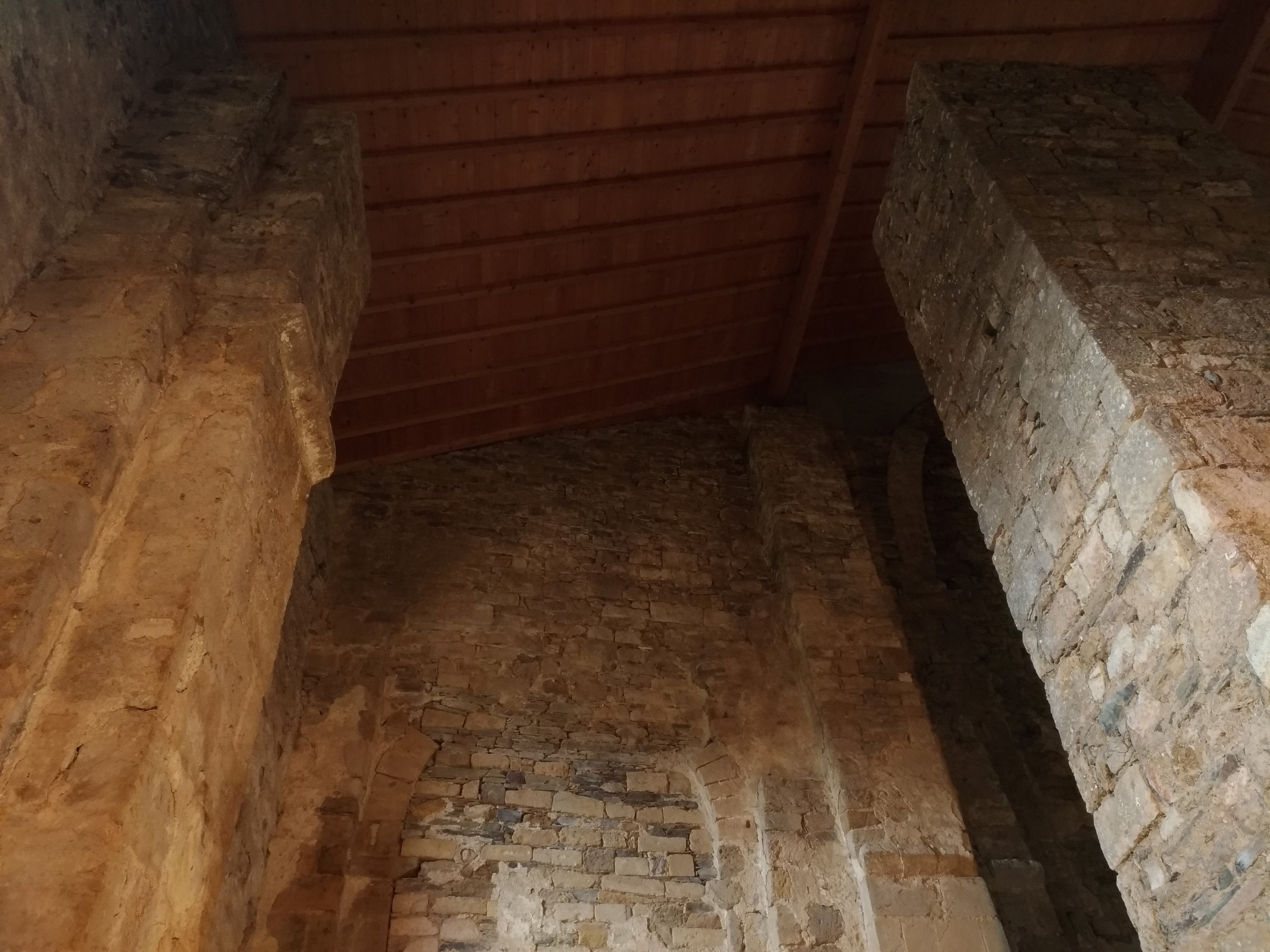
Bas-côté sud.
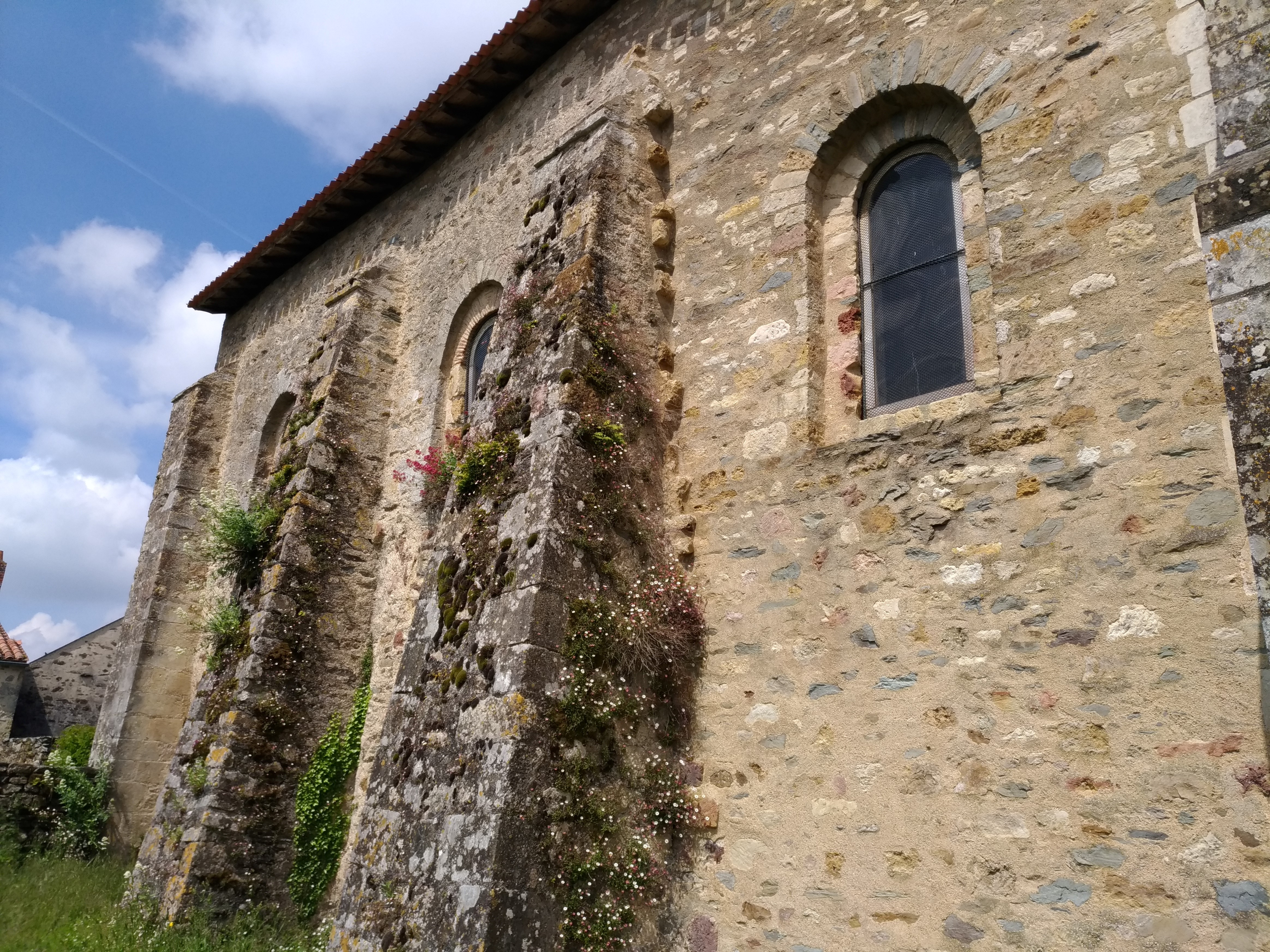
Mur gouttereau sud.